# 마자르인의 유럽 침공
마자르인의 유럽 침공(헝가리어: kalandozások, 독일어: Ungarneinfälle)은 9세기와 10세기에 걸쳐 일어난 일련의 사건으로, 카롤루스 제국의 영토가 동쪽의 마자르인(마자르인) 침공, 북쪽의 바이킹 확장, 남쪽의 아랍인 침략으로 위협받던 중세 전기 유럽의 역사 전환기에 발생했다.
마자르인들은 862년에서 895년 사이의 오랜 정착 기간을 거쳐 계획적으로 판노니아 평원(훗날 헝가리 왕국에 해당하는 지역)을 점령했으며, 서쪽으로는 옛 프랑크 왕국으로, 남쪽으로는 동로마 제국으로 여러 차례 원정을 감행했다. 서쪽으로의 습격은 955년 레히펠트 전투에서 마자르인들이 패배하면서 중단되었고, 이는 962년 신성 로마 제국의 부활로 이어져 서유럽에 새로운 정치 질서를 확립시켰다. 동로마 영토로의 습격은 10세기 내내 계속되었고, 마자르인의 최종적인 기독교화와 1000년 기독교 헝가리 왕국의 설립으로 종결되었다.

## 역사

### 헝가리 정복 이전 (9세기)
마자르인이 전쟁에 참여했다는 최초의 언급은 9세기에 나타난다. 811년, 마자르인(헝가리인)은 크룸의 불가리아와 동맹을 맺고 하이무스 산맥(발칸 산맥)의 플리스카 전투에서 니키포로스 1세 황제에 맞서 싸웠을 가능성이 있다. 게오르기우스 모나쿠스의 저서에 따르면 837년경 불가리아 제1제국이 마자르인과 동맹을 모색했다. 콘스탄티노스 포르피로게니토스는 그의 저서인 제국 통치론에서 하자르의 카간과 벡이 테오필로스 황제에게 사르켈 요새를 건설해 달라고 요청했다고 기록했다. 이 기록은 하자르의 새로운 적의 출현 때문에 새로운 요새가 필요하게 되었을 것이고, 당시 하자르의 적이 될 만한 다른 민족은 없었다는 점을 근거로 마자르인을 지칭하는 것으로 여겨진다. 10세기에 아흐마드 이븐 루스타는 "이전에는 하자르인들이 마자르인과 다른 민족들의 공격에 맞서 요새를 구축했다"고 기록했다.
860–861년, 마자르인들은 성 키릴의 호송대를 공격했으나, 만남은 평화적으로 끝났다고 전해진다. (성 키릴은 하자르인들이 점령한 헤르소네소스 타우리케에서 카간에게 가던 중이었다.)
무슬림 지리학자들은 이 시기 마자르인들이 이웃한 동슬라브족을 정기적으로 공격하여 포로를 잡아 케르치의 비잔티움 제국에 팔았다고 기록했다. 862년 동카롤루스 제국으로의 마자르인 습격에 대한 기록도 있다.
881년, 마자르인과 카바르인(Kabars)은 동프랑크 왕국을 침공하여 두 차례 전투를 벌였는데, 전자는 비니아(아마도 빈)에서, 후자는 쿨미테(아마도 오스트리아의 쿨름베르크 또는 콜미츠)에서 싸웠다. 892년, 풀다 연대기에 따르면 동프랑크 왕국의 아르눌푸스 카린티아이 국왕이 대모라바 왕국을 침공했고, 마자르인들이 그의 군대에 합류했다. 893년 이후, 마자르 전사들은 비잔티움 함대에 의해 다뉴브강을 건너 불과리아인들을 세 차례 전투에서 패배시켰다(다뉴브, 실리스트라, 프레슬라프에서). 894년, 마자르인들은 대모라바 왕국의 스와토플루크 1세 국왕과 동맹을 맺고 판노니아 속주를 침공했다.

### 헝가리 정복 이후 (10세기)
896년경, 아마도 아르파드의 지도 아래 마자르인들은 카르파티아 산맥을 넘어 카르파티아 평원(대략 헝가리 평원)에 진입했다.
899년, 이 마자르인들은 브렌타강 전투에서 베렌가리우스 1세의 군대를 물리치고 이탈리아 북부 지역을 침공했다. 그들은 트레비소, 비첸차, 베로나, 브레시아, 베르가모, 밀라노 주변 지역을 약탈했고, 브라슬라브 하판노니아 공작을 격파했다. 901년, 그들은 다시 이탈리아를 공격했다. 902년, 그들은 모라비아 북부에 대한 원정을 이끌고 모라비아인들을 물리쳤는데, 그들의 나라는 소멸되었다. 10세기의 거의 매년, 그들은 가톨릭 서부와 비잔틴 동부를 상대로 습격을 감행했다. 그러나 905년에 마자르인과 베렌가리우스 왕은 우호 관계를 맺었고, 15년 동안 헝가리 군대가 이탈리아에 진입하지 않았다.
마자르인들은 907년부터 910년 사이에 세 번의 대규모 프랑크 제국군을 다음과 같이 격파했다. 907년에는 브레잘라우스푸르크(Brezalauspurc) 근처에서 침공해온 바이에른인들을 격파하여 그들의 군대를 궤멸시켰고, 헝가리를 성공적으로 방어하여 대모라비아, 독일, 프랑스, 이탈리아를 마자르인 습격에 노출시켰다. 908년 8월 3일, 헝가리인들은 튀링겐의 아이제나흐 전투에서 승리했다. 이 전투에서 튀링겐 공작 에기노는 튀링겐 공작 부르차르트와 뷔르츠부르크 주교 루돌프 1세와 함께 전사했다. 마지막으로, 마자르인들은 910년 레히펠트 제1차 전투에서 루도비쿠스 4세 인판스의 통합 프랑크 제국군을 격파했다.
915년에는 소규모 마자르인 집단이 브레멘까지 침투했다. 919년 콘라두스 1세가 사망한 후, 마자르인들은 작센주, 로타링기아 왕국, 서프랑크 왕국을 습격했다. 921년에는 베로나에서 베렌가리우스 왕의 적들을 물리치고 922년에는 풀리아주에 도달했다. 917년부터 925년 사이에 마자르인들은 바젤, 알자스, 부르고뉴, 프로방스, 피레네산맥을 휩쓸었다.
12세기 후반의 디오클레아 수도사 연대기에 따르면, 925년경 크로아티아의 토미슬라브가 마자르인을 전투에서 물리쳤다고 한다. 그러나 다른 기록에서는 이 해석에 대한 증거가 없기 때문에 이 기록의 신뢰성에 의문을 제기하는 사람들도 있다.
926년, 그들은 슈바벤과 알자스를 황폐화시켰고, 오늘날의 룩셈부르크를 거쳐 대서양까지 도달했다. 927년, 교황 요한 10세의 형제인 피터는 마자르인들에게 이탈리아를 지배하도록 요청했다. 그들은 로마로 진격하여 토스카나주와 타란토에 막대한 조공을 부과했다. 933년, 상당한 규모의 마자르인 군대가 작센주에 나타났으나(작센인과의 협정이 만료됨) 리아데 전투에서 하인리히 1세에게 패배했다. 마자르인의 공격은 상부 부르고뉴(935년)와 작센(936년)에 대해 계속되었다. 937년, 그들은 서쪽으로는 랭스, 로타링기아 왕국, 슈바벤, 프랑켄, 부르고뉴 공국까지 프랑스를 습격했고, 남쪽으로는 오트란토까지 이탈리아를 공격했다. 그들은 불가리아와 비잔티움 제국을 공격하여 콘스탄티노폴리스 성벽에 도달했다. 비잔티움인들은 15년 동안 그들에게 "세금"을 지불했다. 938년, 마자르인들은 반복적으로 작센주를 공격했다. 940년, 그들은 로마 지역을 황폐화시켰다. 942년, 이븐 하얀의 저서에 따르면 스페인, 특히 카탈루냐에서 헝가리인들의 침공이 있었다. 947년, 턱쇼니의 추장 불추는 풀리아주까지 이탈리아로 원정을 이끌었고, 베렌가리우스 2세 왕은 그와 그의 추종자들에게 거액의 돈을 지불하고 평화를 사야 했다.
955년 레히펠트 전투에서 마자르인들은 약 5,000명의 전사들을 잃었고, 이는 그들의 확장을 최종적으로 저지시켰다. 비록 동로마 제국에 대한 습격은 970년까지 계속되었지만 말이다. (레히펠트는 오늘날 독일 남부 아우크스부르크 남쪽에 위치한다.)
현대 자료에 따르면 899년에서 970년 사이에 유럽의 여러 지역에서 45회(칼만 너지(Nagy Kálmán)에 따르면) 또는 47회(죄르지 서버도시(Szabados György)에 따르면 서유럽 38회, 동유럽 9회)의 습격이 있었다고 한다. 이 전역 중 오직 8번(17.5%)만이 실패(901년, 913년, 933년, 943년, 948년, 951년, 955년, 970년)로 끝났고, 37번(82.5%)은 성공했다.

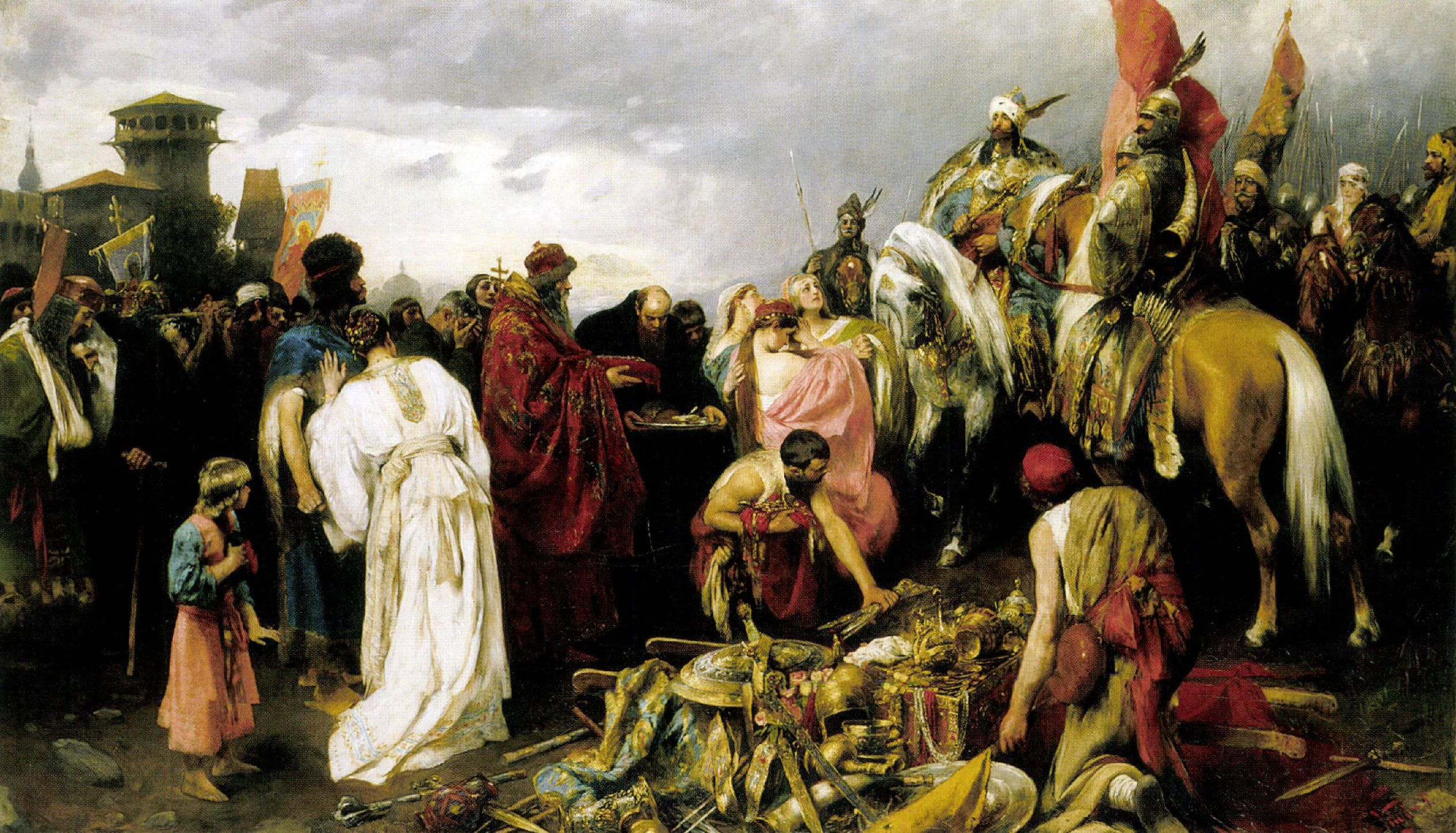
키이우의 헝가리인 (팔 바고, 1896–99)
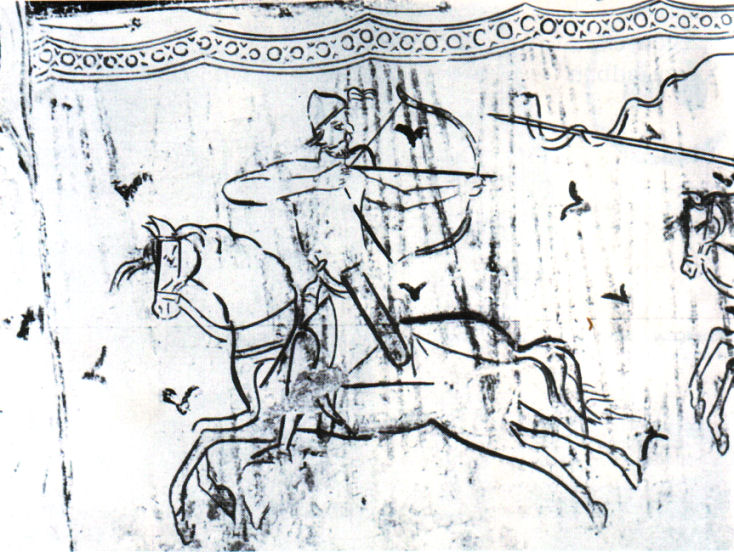
헝가리 전사에 대한 프레스코 (이탈리아)
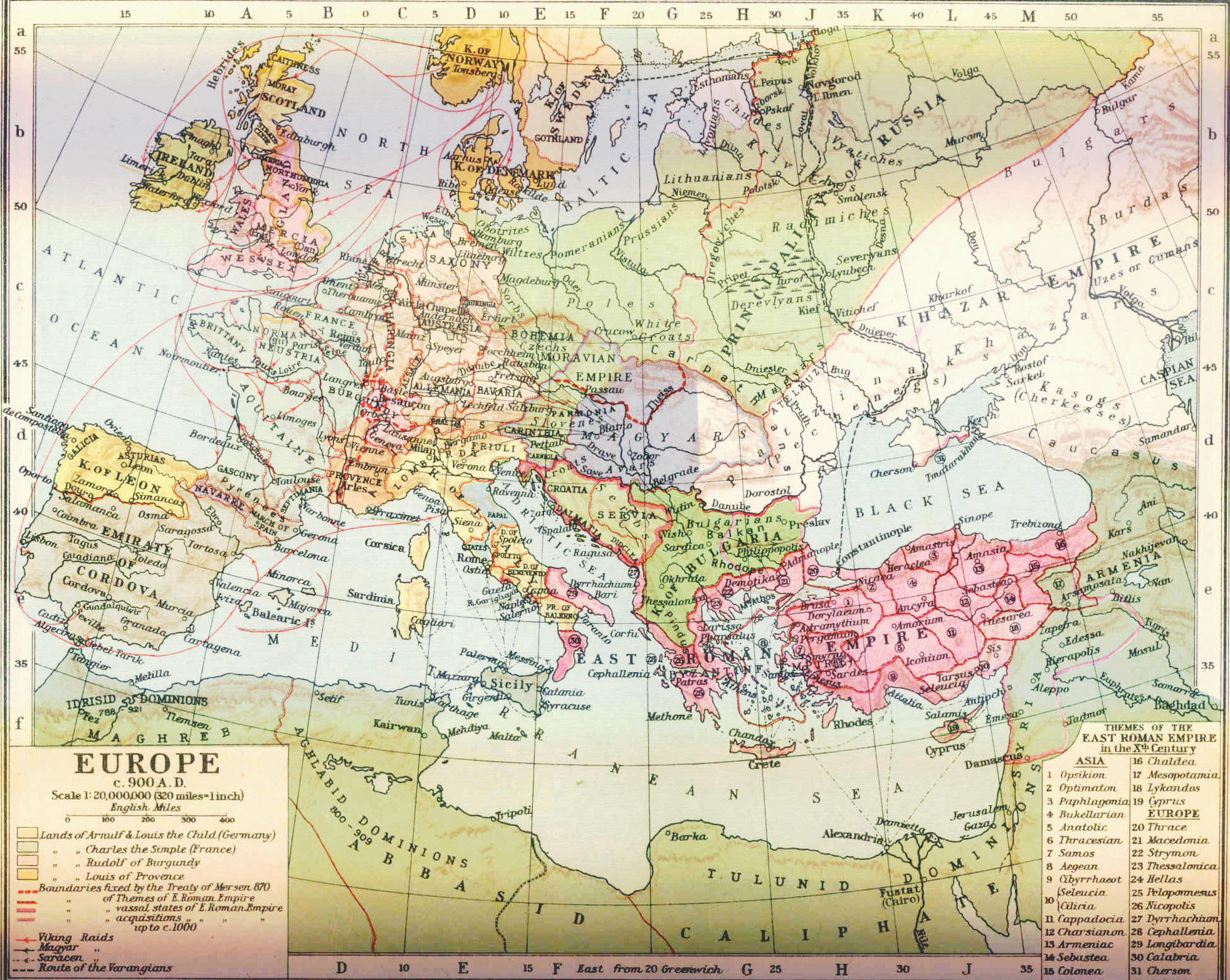
900년경 유럽
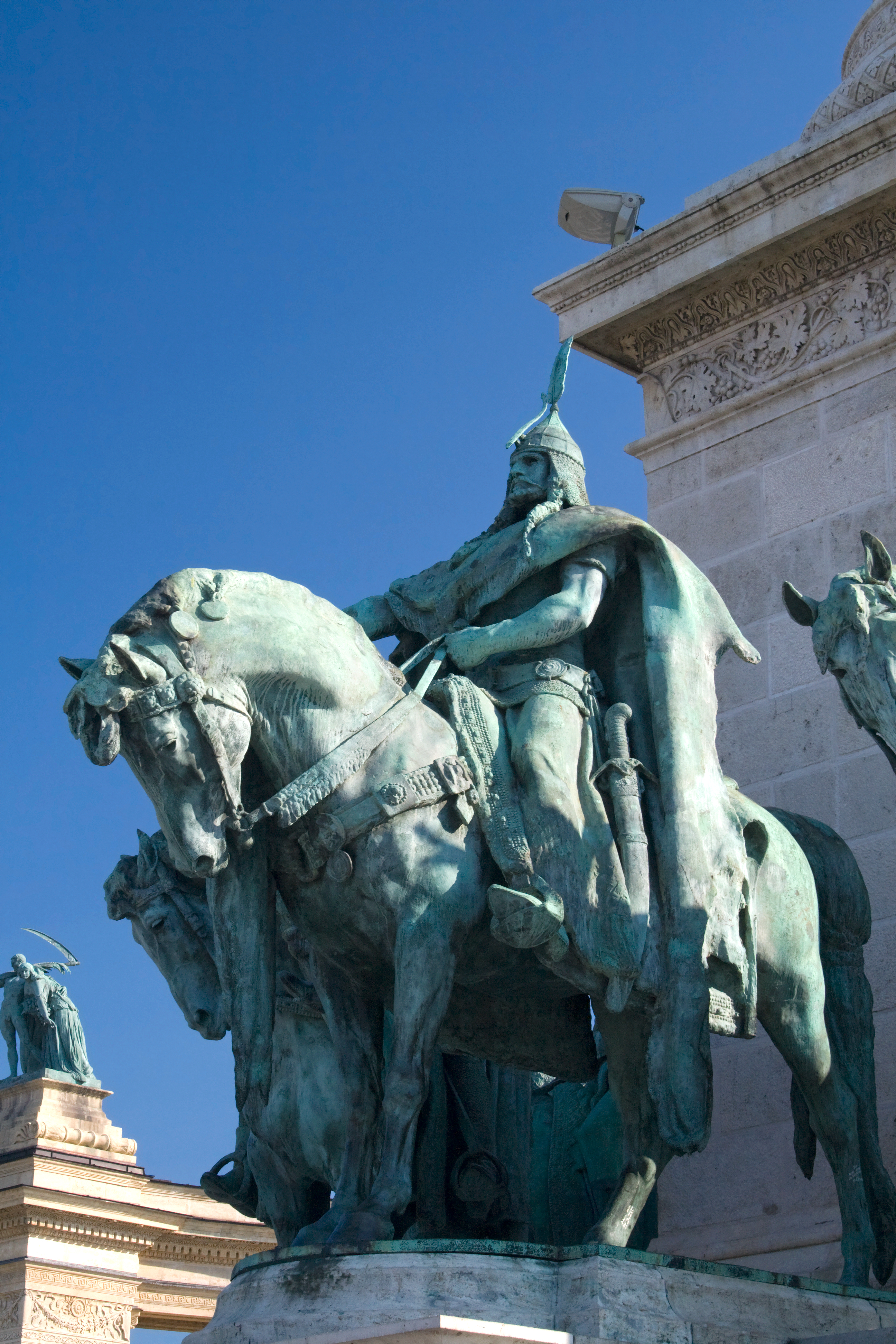
부다페스트 영웅 광장에 있는 대공 아르파드의 조각상
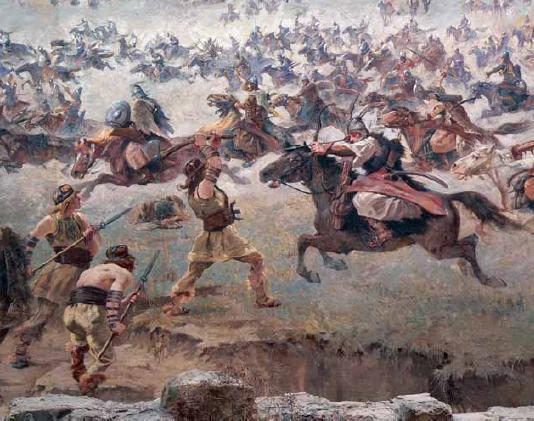
헝가리 전사들 (캔버스 유화)

## 헝가리 침공 연대기

### 헝가리 정복 이전

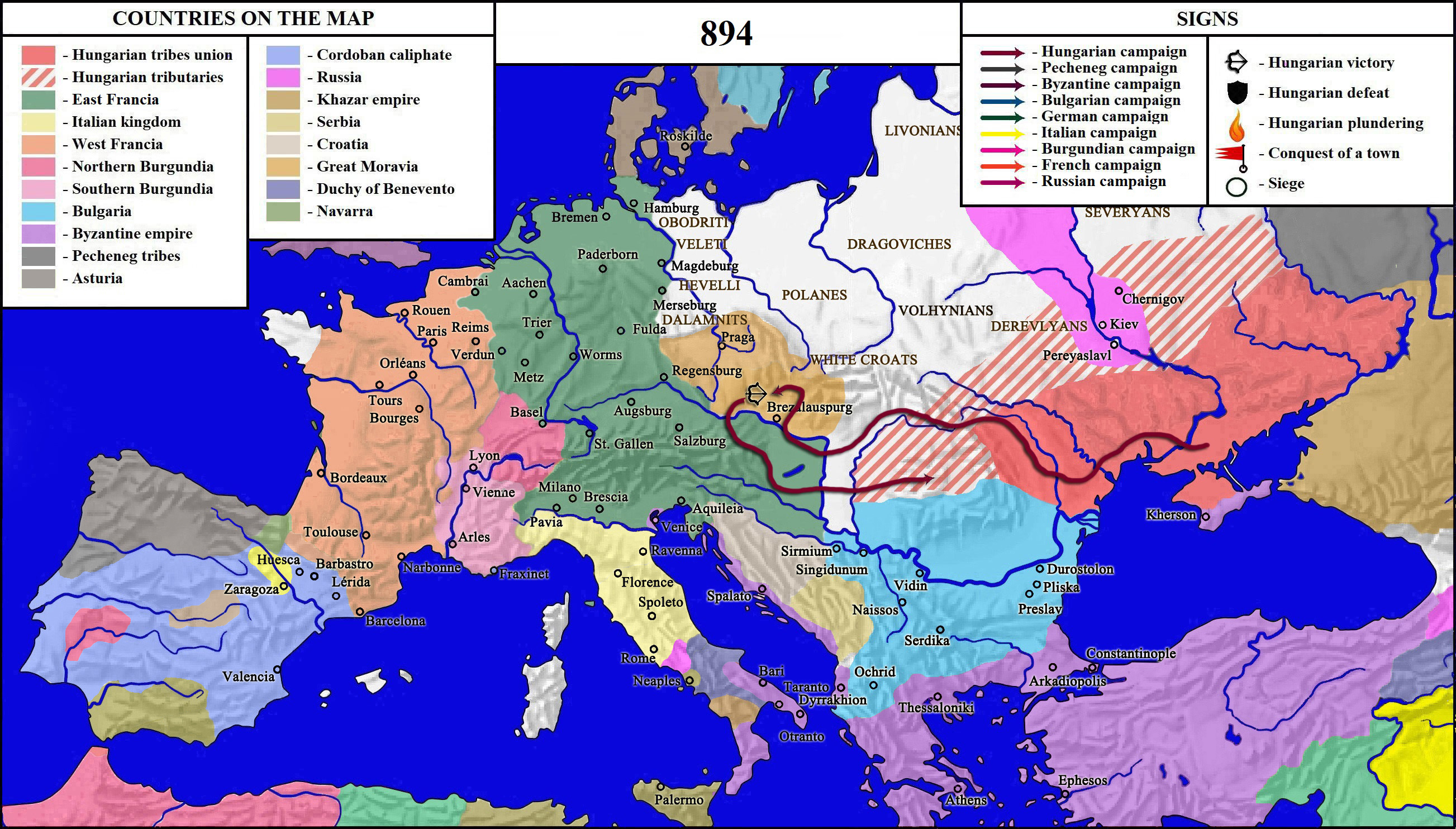
894년 헝가리 원정

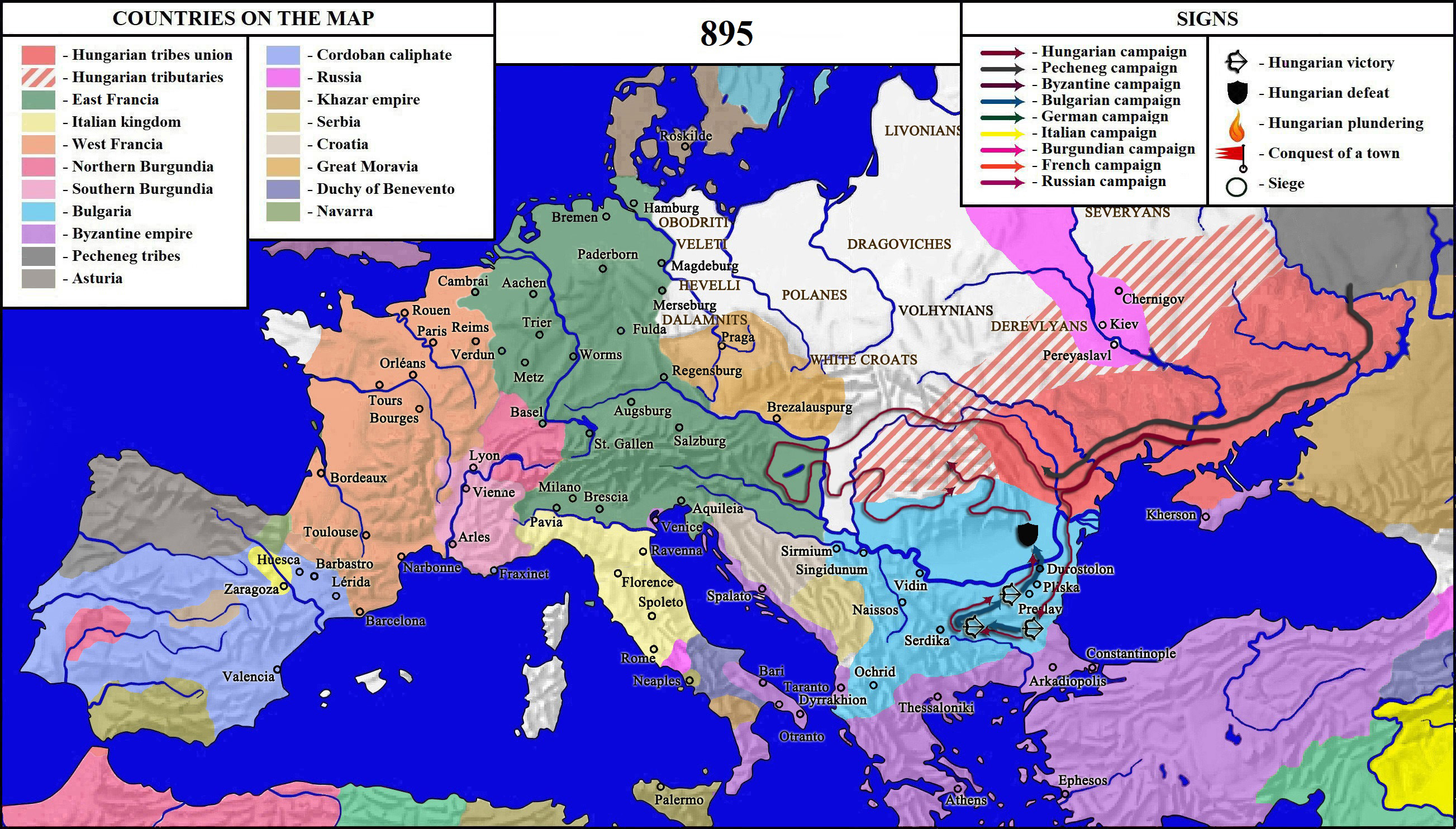
894-895년 헝가리 정복의 군사적 사건들

- 811년: 크룸의 불가리아와 동맹을 맺은 헝가리인들은 하이무스 산맥(발칸반도)의 플리스카 전투에서 니키포로스 1세 황제에 맞서 싸웠다.[5]
- 839년: 당시 카르파티아 산맥 동쪽에 있는 에텔쾨즈에 살던 헝가리인들은 불가리아 제1제국의 요청으로 비잔티움 반군에 맞서 하부 다뉴브강에서 싸웠다.[25]
- 861년: 성 키릴은 크림반도에서 "늑대처럼 소리 지르는" 헝가리인들에게 공격받았으나, 그가 기도하는 것을 보고 평화로워졌다.[26]
- 862년: 라스티슬라프의 요청으로 동프랑크 왕국에 대항하여 카르파티아 평원에서 헝가리인들의 첫 습격이 있었다.[26]
- 870년경: 알-자야니와 아흐마드 이븐 루스타는 헝가리 부족들이 그들의 국경 근처에 살던 슬라브인들을 공격하여 많은 작은 전투에서 승리하고 그들 중 많은 이들을 크림반도 케르치로 끌고 가서 비잔티움인들에게 노예로 팔았다고 기록했다.[27]
- 881년: 모라바족을 돕던 헝가리 군대는 독일인들과 두 차례 전투를 벌였다.[26]
- 882년: 헝가리 통치자는 하부 다뉴브강에서 성 키릴로스와 메토디오스를 만났다.[28]
- 892년: 헝가리 군대는 동프랑크 국왕 아르눌푸스 카린티아이와 동맹을 맺고 대모라바 왕국을 공격했다.[29]
- 894년
  - 스와토플루크 1세와 동맹을 맺고 헝가리인들은 동프랑크 지방 판노니아 속주를 공격했다. 스와토플루크는 이 전쟁 중에 사망했다.[30]
  - 시메온 1세가 이끄는 불가리아인들이 비잔티움인들을 공격했고, 비잔티움인들은 헝가리의 도움을 요청했다. 리윈티카가 이끄는 헝가리 군대는 세 차례 전투에서 불가리아 군대를 물리쳤고(다뉴브, 실리스트라, 프레슬라프에서),[8] 시메온은 실리스트라로 후퇴할 수밖에 없었다.[31]
- 895년: 시메온은 페체네그인과 동맹을 맺고 헝가리인들을 공격하여 그들을 서쪽 카르파티아 평원으로 후퇴시켰다. 헝가리인들은 그 후 카르파티아 평원의 동부 지역(다뉴브강 동쪽)을 정복했다. 이어서 헝가리인들은 남부 트란실바니아와 티산툴(Tiszántúl)에서 불가리아인들을 물리치고 카르파티아 평원에서 그들의 세력을 종식시켰다.[32]

### 헝가리 정복 이후
- 899년: 헝가리인들은 이탈리아 왕국을 공격하여 9월 24일 브렌타강 전투에서 베렌가리우스 1세의 군대를 격파하고 모데나를 불태우고 베네치아를 공격했다. 베렌가리우스는 그들에게 조공을 바치기로 동의했다.[33]

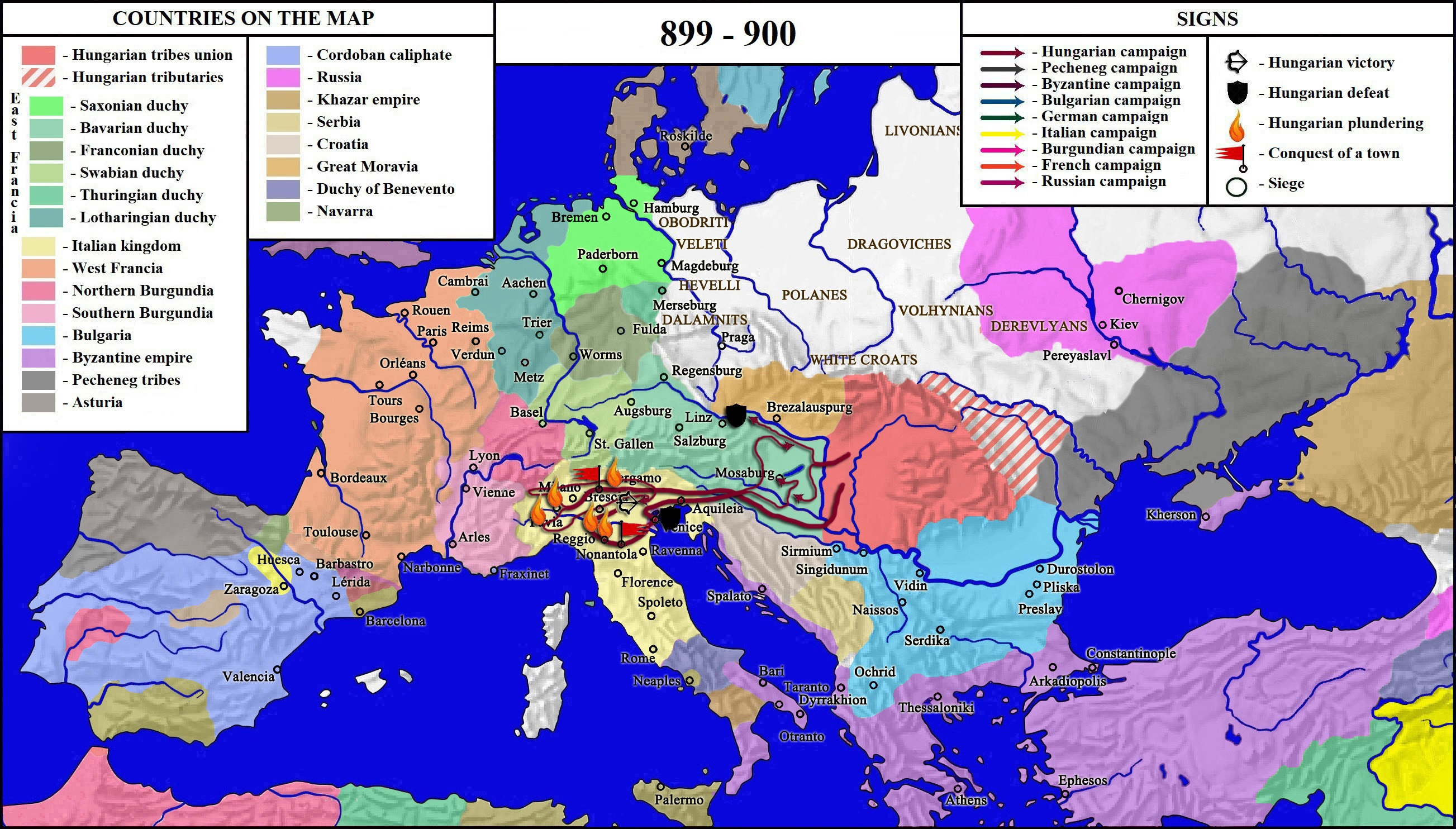
이탈리아와 독일에서 899-900년 헝가리 원정, 이어서 브렌타 전투와 두눈툴(Dunántúl) 점령을 초래한 원정

- 900년: 헝가리인들은 동프랑크인들과의 동맹 제안이 거부된 후 판노니아 속주를 정복했다. 이는 헝가리 정복의 또 다른 단계였다.[34]
- 901년
  - 헝가리인들은 케른텐주와 북부 이탈리아를 공격했다.
  - 4월 11일 또는 18일: 케른텐에서 온 마자르 군대가 류블랴나의 마르크그라프 라톨트에게 패배했다.[35]
- 902년: 헝가리인들은 대모라바 왕국의 동부 지역을 정복하여 카르파티아 평원의 헝가리 정복을 완료하고, 이 지역의 서쪽과 북쪽에 있는 슬라브인들에게 조공을 바치도록 강요하기 시작했다.[36]
- 903년: 바이에른주를 약탈하던 헝가리군이 피샤강 근처에서 패배했다.[36]
- 904년
  - 헝가리의 정치 및 군사 지도자 쿠르산(켄데, 줄러 또는 허르커)이 잔치에 초대된 후 바이에른인들에게 암살당했다.[36]
  - 초여름: 헝가리 군대가 롬바르디아주로 진군했다.[36]
- 905년
  - 이탈리아의 베렌가리우스 국왕은 자신을 이탈리아 황제로 선언한 적, 루도비쿠스 3세 카에쿠스에 맞서 헝가리인들과 동맹을 맺었다.
  - 초여름: 마자르인들은 루도비쿠스 3세 카에쿠스를 물리쳤고, 그는 베렌가리우스에 의해 실명당했다.[37]

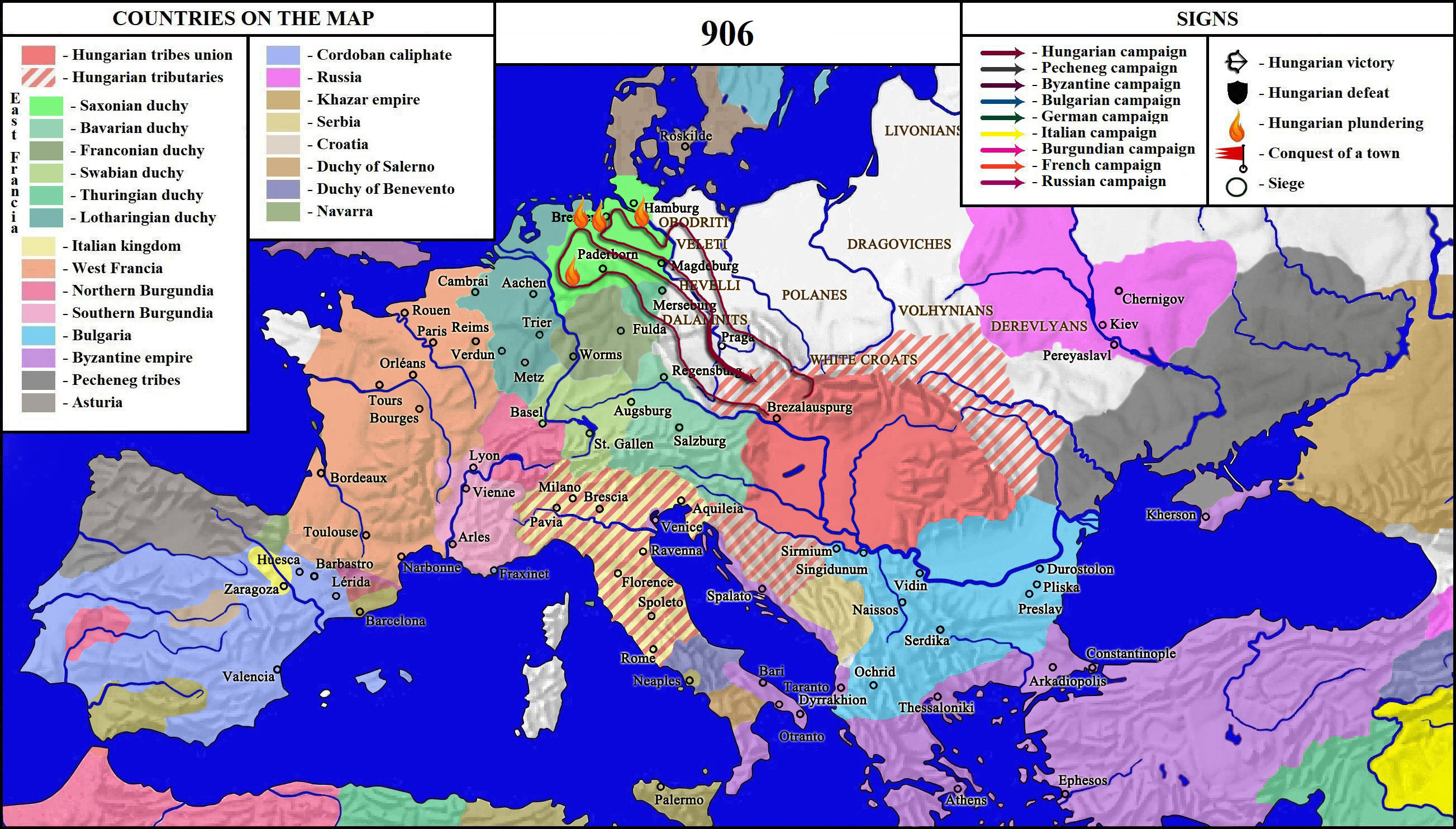
906년 작센에서의 헝가리 원정

- 906년: 두 차례 연속된 헝가리 군대가 작센 공국을 황폐화시켰다. 마자르인들은 작센 공격으로 위협받던 슬라브족인 글로마티아인에 의해 초청받았다.[37]
- 907년
  - 7월 4–6일: 루이트폴트 폰 바이에른이 이끄는 동프랑크 군대가 카르파티아 평원에서 헝가리인들을 축출하려 했으나, 프레스부르크 전투에서 헝가리 군대에 의해 전멸했다. 루이트폴트, 잘츠부르크 대주교 디트마르 1세, 지그하르트 왕자, 19명의 백작, 2명의 주교, 3명의 수도원장이 대부분의 병사들과 함께 전투에서 전사했다.[36] 이 전투는 헝가리 정복의 종결로 간주된다.[38]
  - 7월–8월: 헝가리인들은 바이에른주를 공격하여 큰 파괴를 일으키고 많은 도시를 점령했다. 귀환 중, 그들은 렝겐펠트에서 바이에른 군대를 물리쳤다. 헝가리-바이에른 국경은 그 후 엔스강에 고정되었다.[39]
- 908년: 헝가리인들은 튀링겐주와 작센주를 공격했고, 8월 3일 아이제나흐 전투에서 튀링겐 공작 부르차르트의 군대를 격파했다. 부르차르트, 튀링겐 공작 에기노, 뷔르츠부르크 주교 루돌프 1세가 전투에서 전사했다.[40]
- 909년
  - 봄: 헝가리인들은 바이에른주와 슈바벤을 습격했다.
  - 8월 4일: 헝가리인들은 바이에른주의 프라이징에 있는 두 교회를 불태웠다.
  - 8월 11일: 돌아오던 헝가리인들은 아눌프 폰 바이에른이 이끄는 바이에른 군대에 의해 포킹에서 패배했다.[40]

- 910년

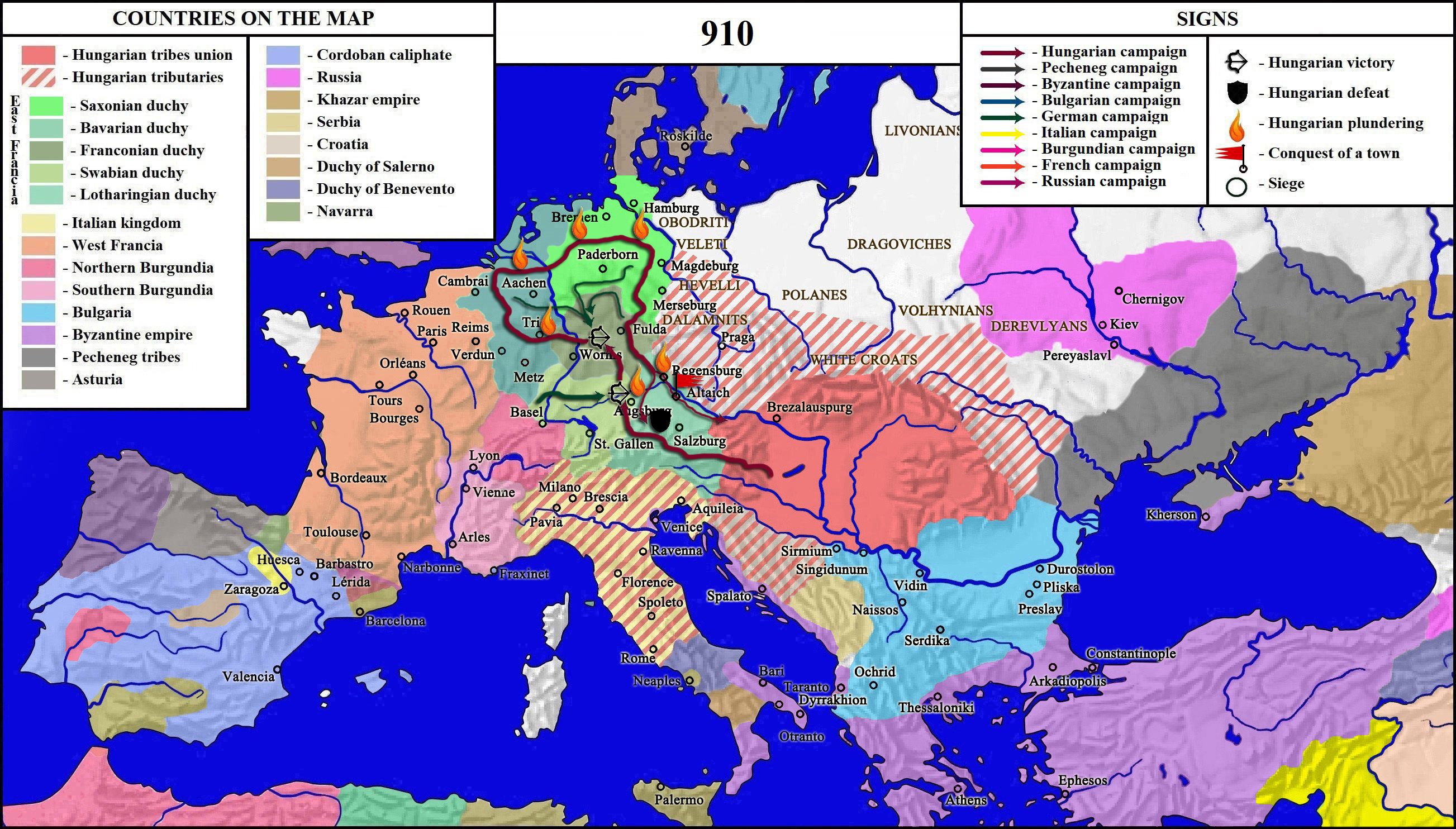
910년 동프랑크 공국에서의 헝가리 원정, 이로 인해 아우크스부르크와 레트니츠에서 헝가리인들의 승리가 있었다.

  - 6월 12일: 헝가리인들은 루도비쿠스 4세 인판스 독일 국왕의 군대를 아우크스부르크 제1차 전투에서 격파했다. 알레만니아 백작 고즈베르트와 마나골트 백작은 이 전투에서 사망했다.
  - 6월 22일: 같은 헝가리 군대가 프랑켄에 진입하여 프랑켄 공국, 로타링기아 왕국, 바이에른 공국의 연합군을 레트니츠 전투에서 격파했다. 독일 사령관 게브하르두스 로타링기우스와 라덴가우 백작 리우드게르는 전투에서 사망했다.
  - 루도비쿠스 4세 인판스 왕은 평화를 청했고 조공을 바치기로 동의했다.
  - 귀환하던 헝가리인들은 레겐스부르크 외곽을 약탈하고 알타이히(Altaich)와 오스터호펜을 약탈했으나, 그들의 기병대 중 하나가 아눌프 폰 바이에른에 의해 노이힝에서 패배했다.[41]
- 911년: 헝가리 군대는 바이에른주를 건너 슈바벤과 프랑켄을 공격하여, 마인펠트에서 아르가우주까지의 땅을 약탈했다. 그 후, 그들은 라인강을 건너 처음으로 부르고뉴를 공격했다.[42]
- 912년: 헝가리인들은 프랑켄과 튀링겐주를 공격하여, 새로운 동프랑크 국왕 콘라두스 1세가 자신들에게 조공을 바치도록 강요하려 했다.[42]

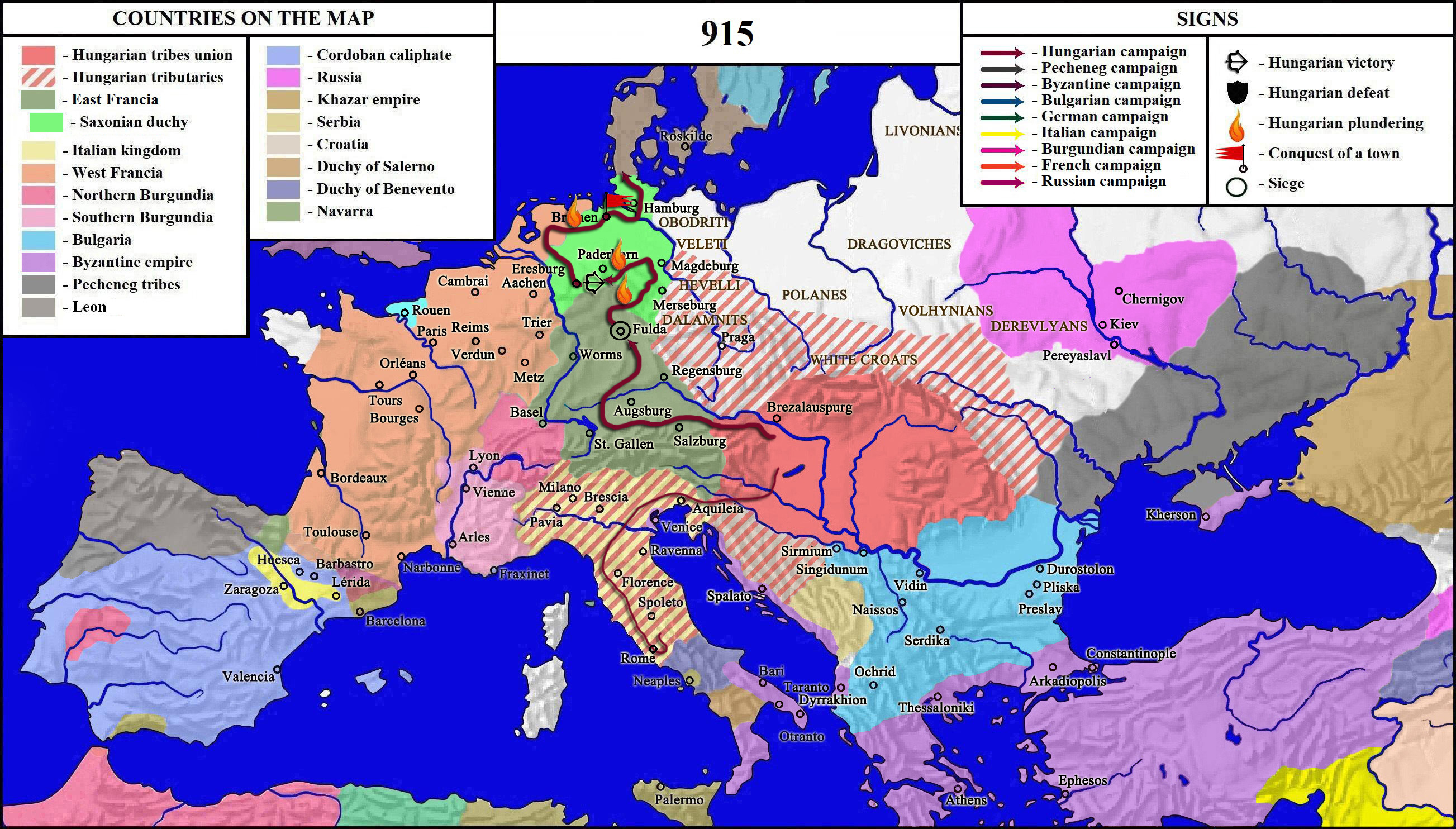
915년 동프랑크 왕국과 이탈리아에서 헝가리 원정

- 913년: 헝가리인들은 바이에른주, 슈바벤, 북부 부르고뉴를 습격했다. 귀환 중, 그들은 아눌프 폰 바이에른 공작, 에르찬가르 2세 공작, 우달리히와 베르히톨트 공작의 연합군과 마주쳤고, 이들은 인강 근처 아슈바흐에서 그들을 격파했다.[43]
- 914년: 아눌프 폰 바이에른과 그의 가족은 콘라두스 1세 국왕에 의해 헝가리로 도피할 수밖에 없었다. 헝가리인들은 그에게 그의 왕위를 되찾는 것을 돕겠다고 약속했다.[44]
- 915년: 헝가리 군대가 슈바벤을 황폐화시킨 후 프랑켄을 황폐화시켰다. 그들의 약탈 부대 중 하나는 풀다 수도원을 공격했으나 격퇴당했다. 헝가리인들은 코르베이 제국 수도원을 불태우고 헤르츠펠트의 헤르츠펠트의 성 이다 수도원을 약탈했다. 작센주에서 헝가리인들은 발룬을 약탈하고 브레멘을 불태웠으며, 에레스부르크에서 작센 군대를 물리친 후 덴마크 국경에 도달했다.[44]
- 916년: 헝가리 군대는 아눌프 폰 바이에른이 그의 공국을 되찾으려는 첫 번째 실패한 침공을 도왔다.[44]

- 917년
  - 서부 침공

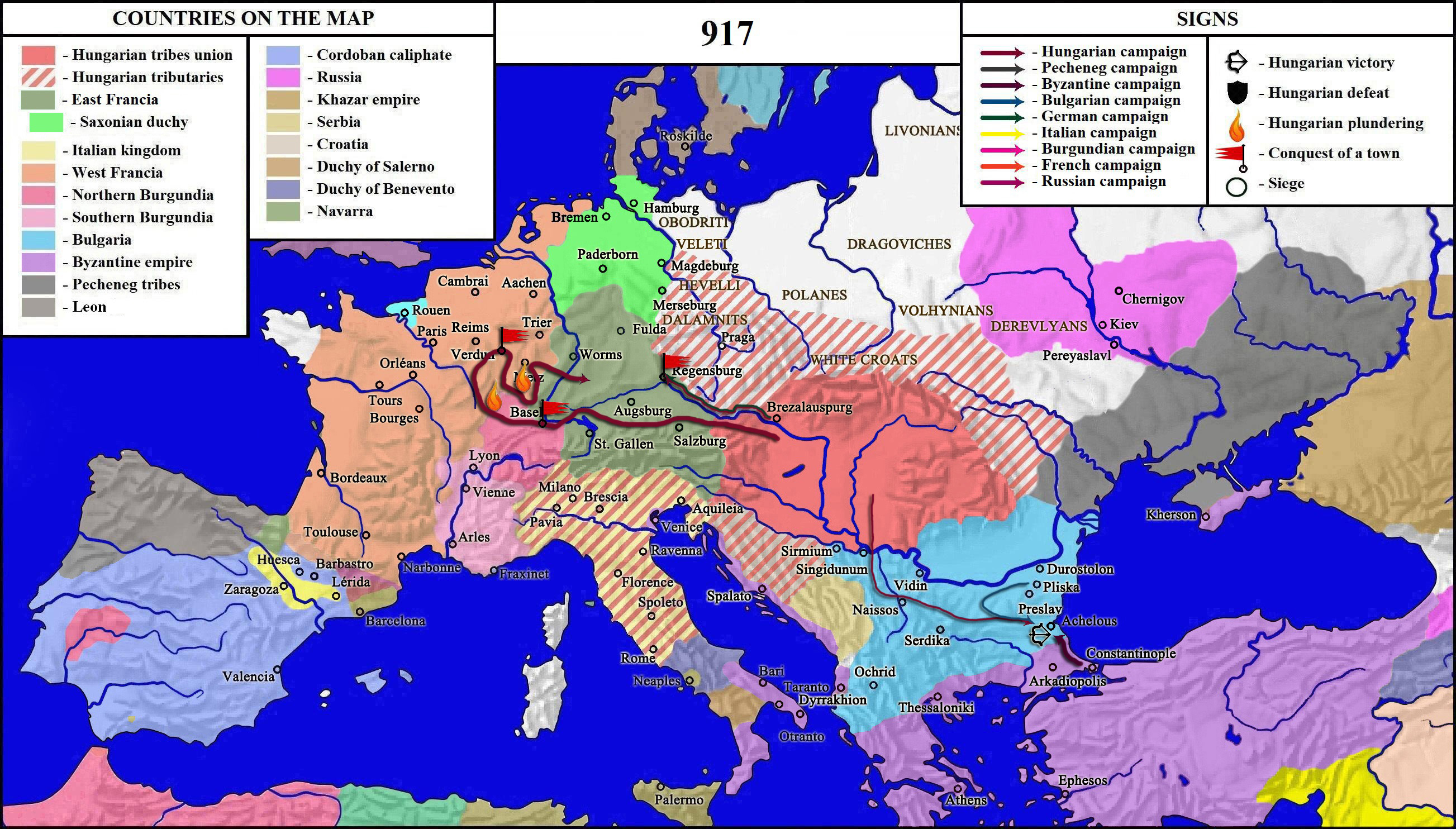
917년 유럽에서의 헝가리 원정

    - 1월 21일: 헝가리인들은 바젤을 약탈하고 불태운 후, 알자스 공작령을 침공했다.
    - 2월: 그들은 로타링기아 왕국에 진입하여 베르됭을 파괴하고 무아양무티에르와 생디에데보주 및 레미르몽 수도원 수도원을 불태웠다.

  - 헝가리의 도움으로 아눌프 폰 바이에른은 마침내 콘라두스 1세의 군대로부터 그의 영토를 되찾았다. 그 후 그는 헝가리인들의 충실한 동맹이 되었고, 이웃인 슈바벤 공작 부르차르트 2세처럼 그들에게 조공을 바쳤다.[45]
  - 헝가리인들은 시메온 1세가 대규모 아켈로스 전투에서 비잔티움인들을 물리치는 것을 도왔다고 전해지지만,[46] 그들의 개입은 11세기 단 하나의 출처인 미라쿨라 상티 게오르기(Miracula Sancti Georgii)에 의해 기술되었으며, 이는 동시대 기록과 일치하지 않는다.

- 919–920년

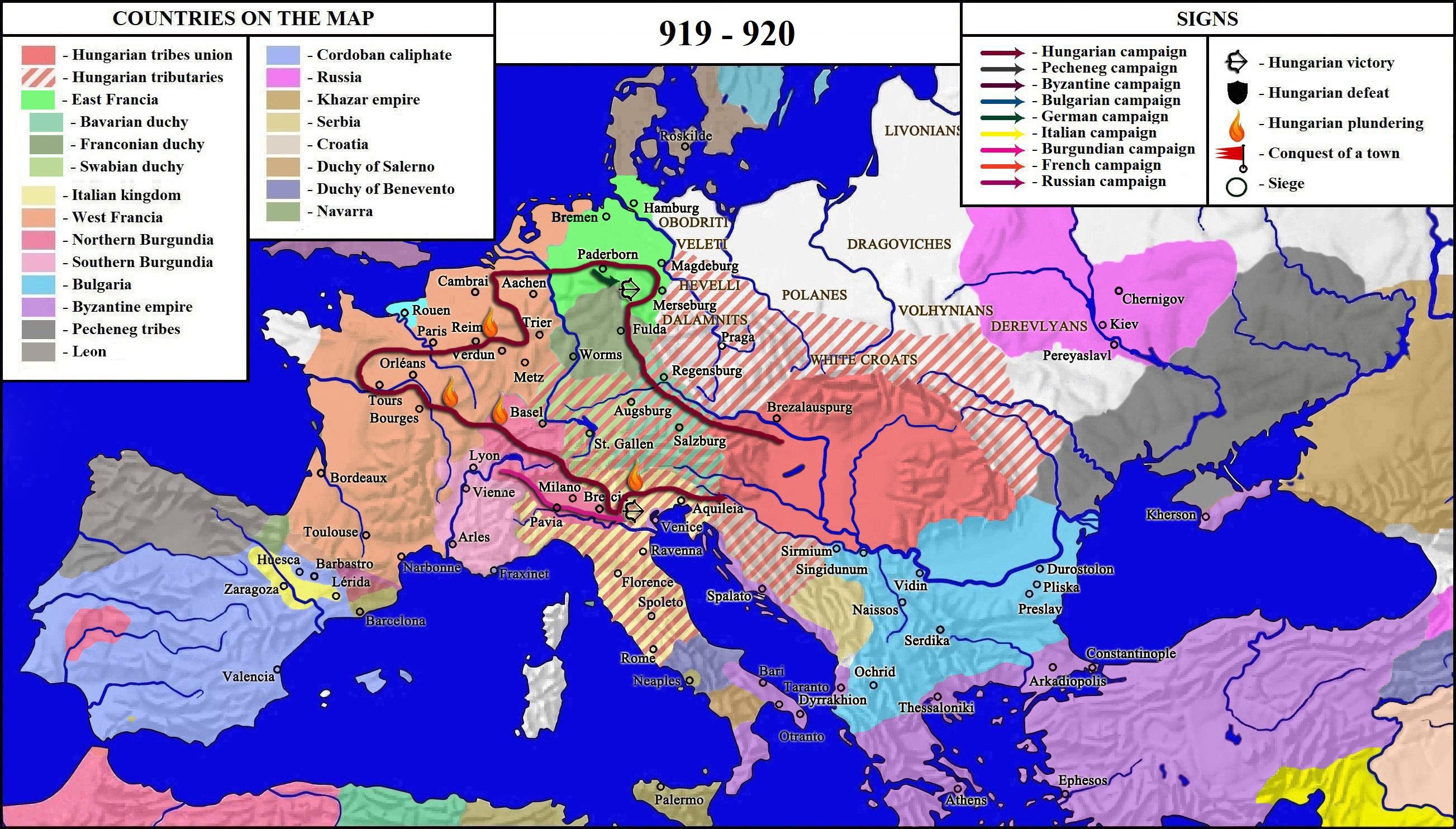
919-920년 유럽에서의 헝가리 원정, 이로 인해 동프랑크 국왕에 대한 퓌헨 전투와 920년 이탈리아의 부르고뉴 국왕에 대한 헝가리인들의 승리가 있었다.

  - 하인리히 1세가 동프랑크의 새 국왕으로 선출된 후, 헝가리 군대는 독일로 진입하여 퓌헨 전투에서 하인리히의 군대를 격파한 후 서쪽으로 로타링기아 왕국과 현대 프랑스로 향했다. 카롤루스 3세 심플렉스 국왕은 그들과 전투를 벌일 충분한 병력을 모으지 못했고, 결국 후퇴하여 그들이 자신의 영토를 약탈하도록 허용할 수밖에 없었다.[46]
  - 920년 초, 이 헝가리 군대는 서쪽에서 부르고뉴에 진입한 후 롬바르디아주에 진입하여, 헝가리 대공국의 동맹인 베렌가리우스 1세를 공격했던 부르군트의 루돌프 2세의 군대를 격파했다. 그 후, 마자르인들은 루돌프를 지지했다고 여겨지는 이탈리아 도시들인 베르가모, 피아첸차, 노가라를 약탈했다.[46][47]
- 921–922년
  - 921년, 두르사크와 보가트가 이끄는 헝가리 군대가 북부 이탈리아에 진입하여 브레시아와 베로나 사이에서 부르군트의 루돌프 2세 지지자들의 이탈리아 군대를 전멸시키고, 궁정신하 오델리크를 살해하고 베르가모 백작 지슬베르트를 포로로 잡았다.
  - 이 군대는 이탈리아 남부로 진격하여 겨울을 보냈고, 922년 1월에는 로마와 나폴리 사이의 지역들을 약탈했다.
  - 2월 4일: 마자르 군대는 비잔티움 제국의 지배를 받던 이탈리아 남부의 풀리아주를 공격했다.[48]

- 924년
  - 이탈리아 및 프랑스 남부 원정

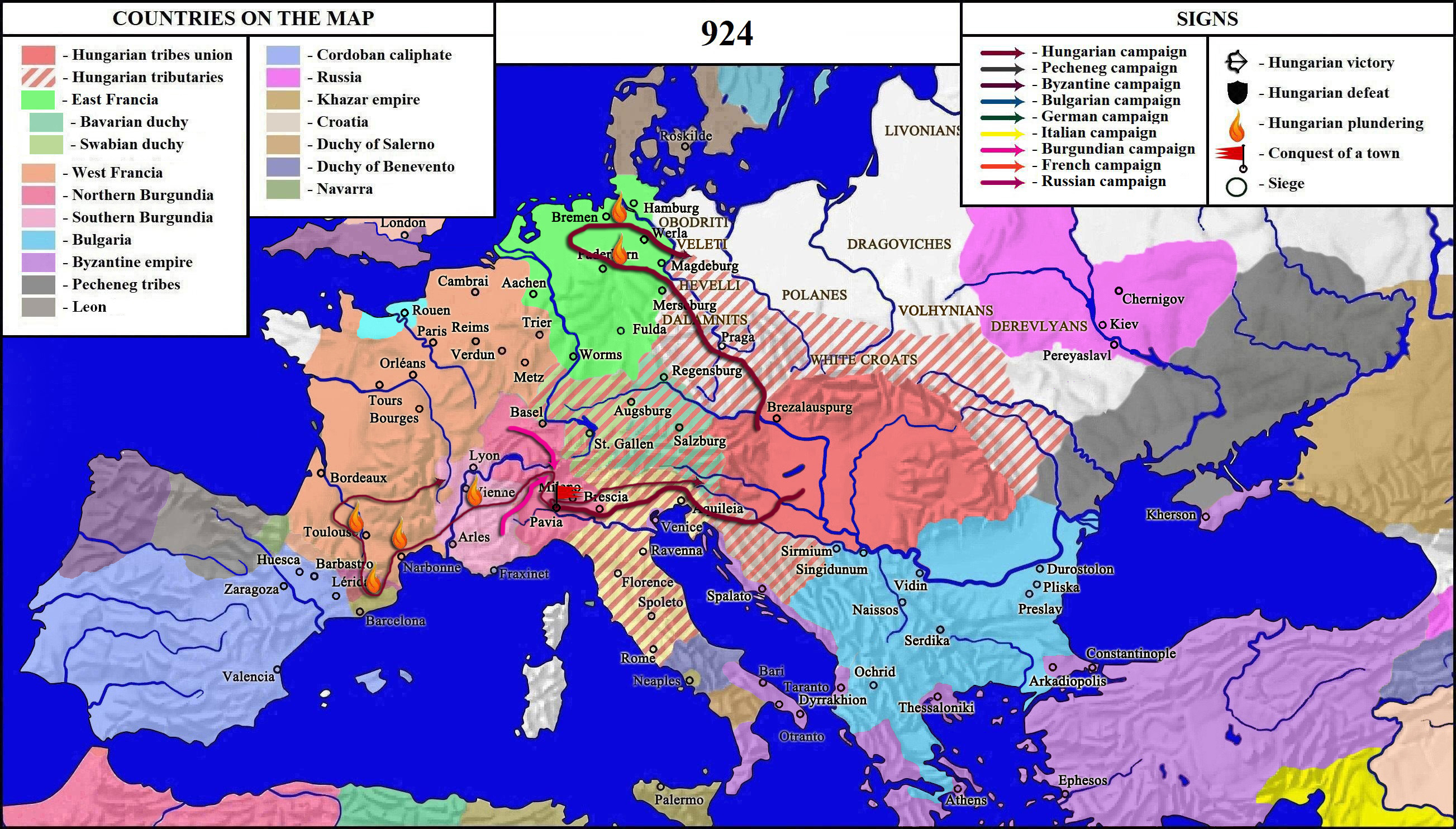
924년 이탈리아, 부르고뉴, 프랑스 남부, 작센에서의 헝가리 원정

    - 봄: 부르군트의 루돌프 2세는 이탈리아 반군에 의해 파비아에서 이탈리아 국왕으로 선출되었다. 베렌가리우스 1세 황제는 헝가리인들에게 도움을 요청했고, 그들은 살라르드가 이끄는 군대를 보내 파비아와 티치노 강변의 전쟁 갤리선을 불태웠다.
    - 4월 7일: 베렌가리우스 황제가 베로나에서 암살되자 헝가리인들은 부르고뉴로 향했다. 부르군트의 루돌프 2세와 이탈리아의 위그는 알프스산맥의 고개에서 그들을 포위하려 했으나, 헝가리인들은 매복을 벗어나 고티아와 님 (도시) 외곽을 공격했다. 그들 사이에 역병이 발생하여 본국으로 돌아갔다.[49]

  - 작센 원정
    - 또 다른 헝가리 군대가 작센주를 약탈했다. 독일 국왕 하인리히 1세는 베를라부르크도르프 성으로 후퇴했다. 헝가리 귀족 한 명이 독일군에 포로로 잡히는 일이 발생했는데, 하인리히 국왕은 이를 기회 삼아 헝가리인들과 평화를 협상하고 헝가리 대공국에 조공을 바치기로 동의했다.[50]

- 926년

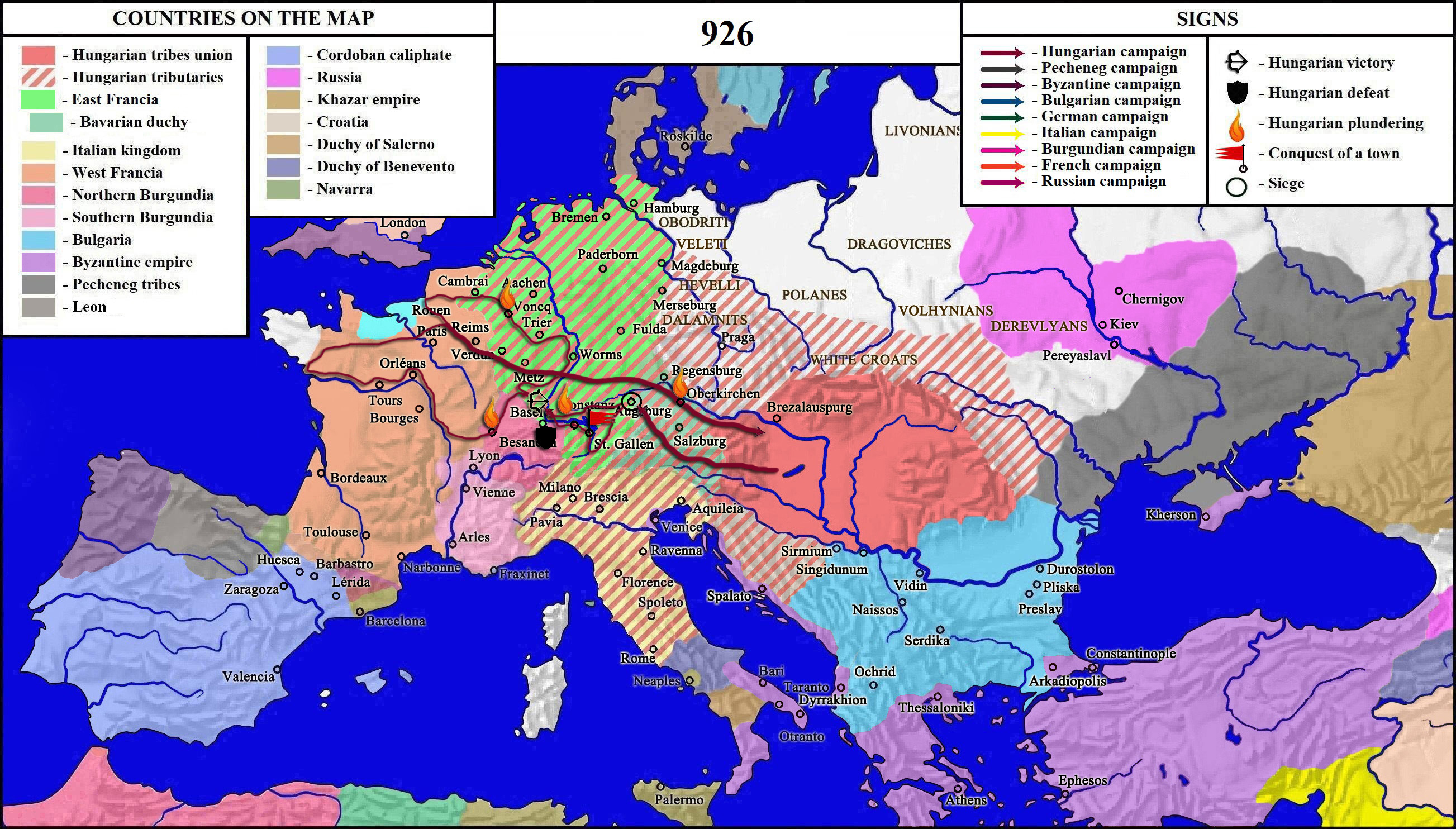
926년 유럽에서의 헝가리 원정

  - 5월 1-8일: 헝가리 군대는 새로운 이탈리아 국왕 이탈리아의 위그의 동맹으로서 슈바벤에 진입하여 아우크스부르크를 포위하고,[51] 그 후 장크트갈렌 수도원을 점령했다. 그곳에서 그들은 수도승 헤리발드(Heribald)의 목숨을 살려주었는데, 그의 기록은 그들의 전통과 생활 방식에 대한 상세한 설명을 제공한다.[52] 수도원에서 그들은 주변 지역을 정찰하고 약탈하기 위해 소규모 부대를 보냈는데, 그중 한 부대는 근처 숲에서 앵커레스(anchoress)로 살던 성 위보라다를 살해했다.
  - 5월 8일 이후: 마자르인들은 콘스탄츠를 포위하고 외곽을 불태운 후, 서쪽으로 샤프하우젠과 바젤 방향으로 향했다. 한 그룹은 바트제킹겐의 라인강 강변에서 지역 주민들에게 패배했다. 그러나 주력 헝가리 군대는 포획한 배들을 타고 라인강을 건너 알자스로 진입하여 리우트프리드 백작의 군대를 격파했다. 그런 다음 라인강을 따라 북쪽으로 진행하여 본크 지역을 약탈하고 대서양 해안에 도달한 후, 랭스를 거쳐 본국으로 돌아갔다. 귀환 도중, 그들은 아눌프 폰 바이에른과의 동맹을 갱신했다.
  - 7월 29일: 헝가리인들은 오버키르헨을 파괴했다.[53]

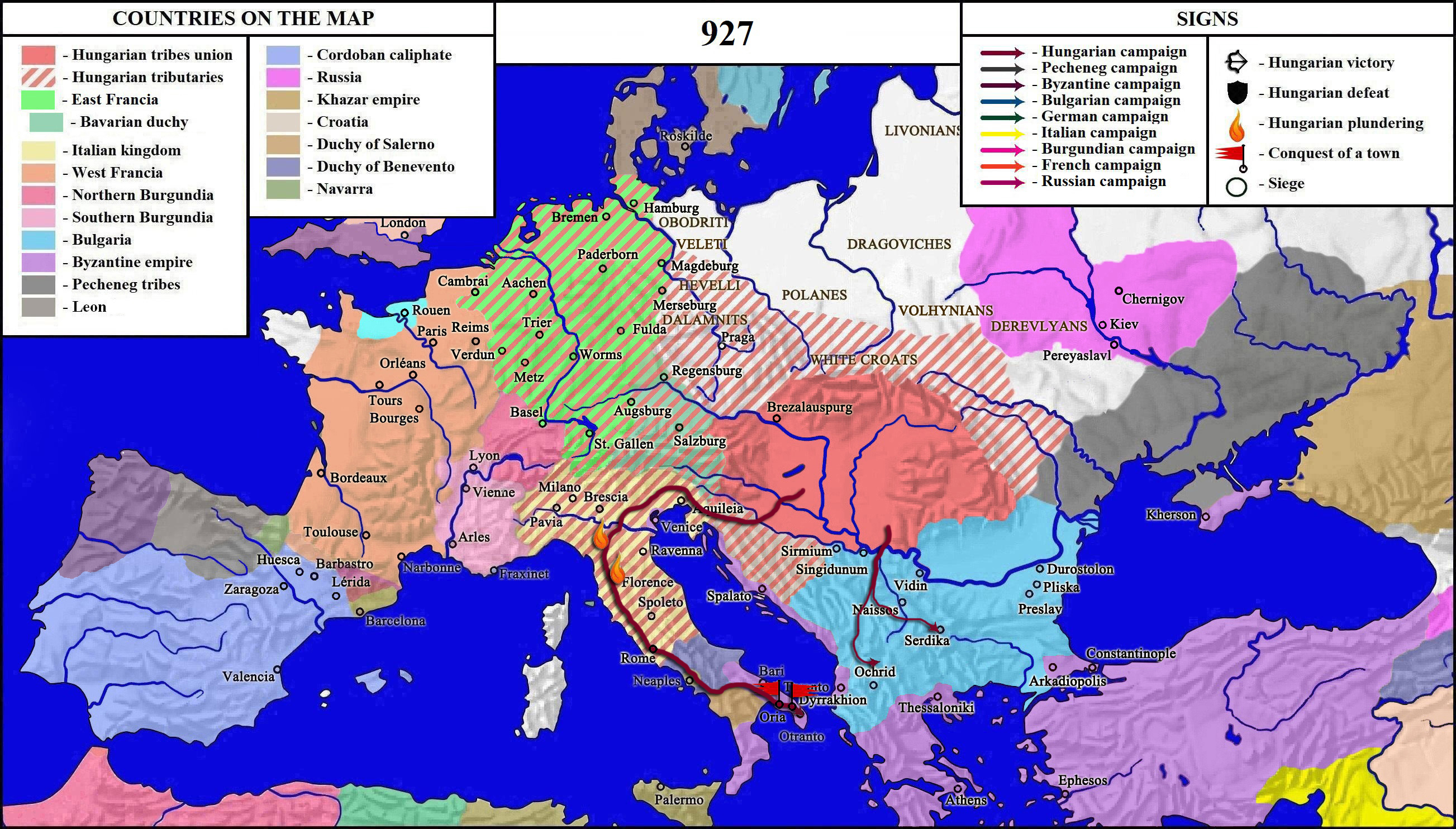
927년 이탈리아와 발칸반도에서의 헝가리 원정

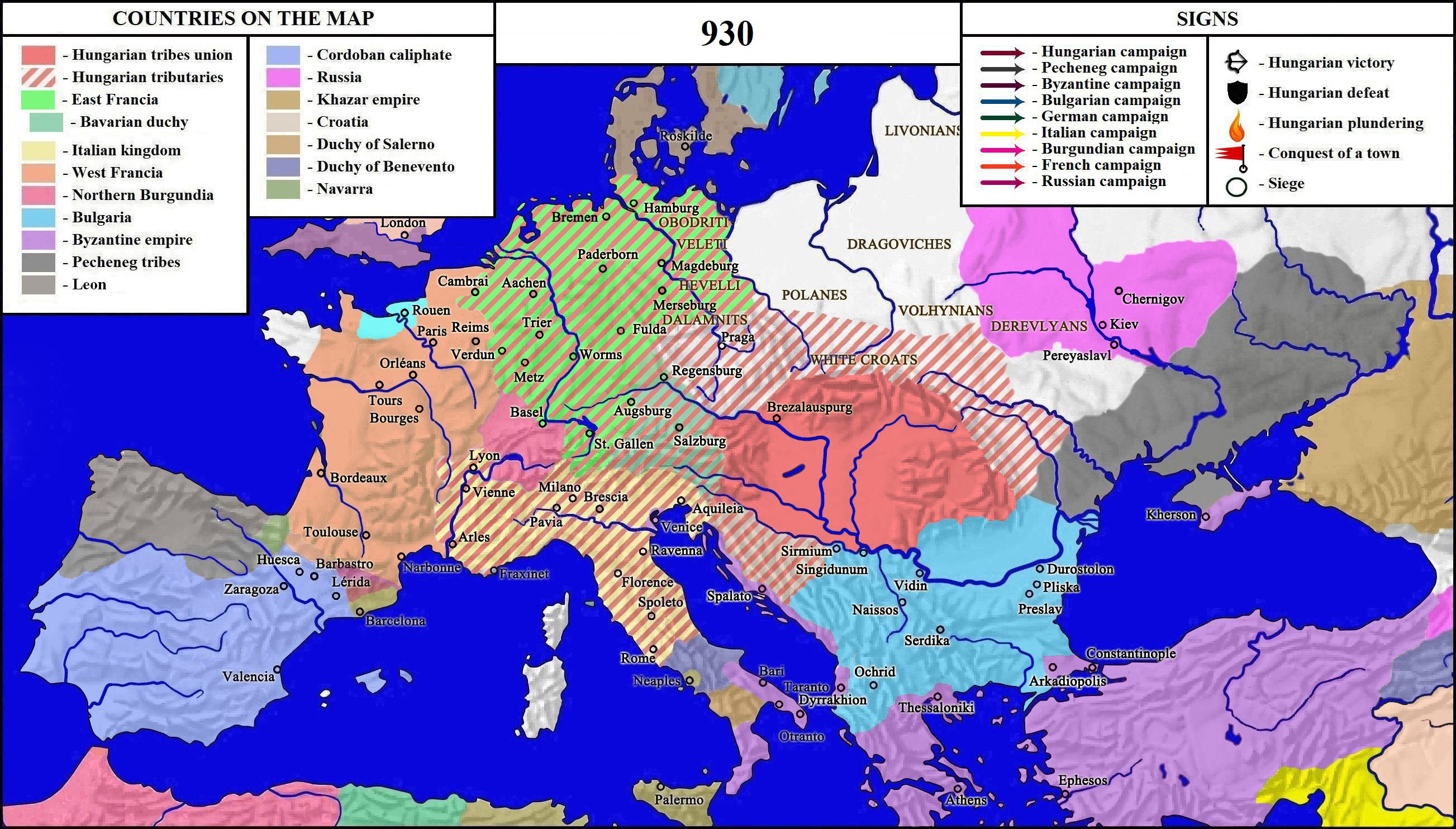
930년 헝가리의 영향력. 붉은 줄무늬가 있는 국가들은 헝가리인들에게 조공을 바쳤다.

- 927년: 헝가리 전사들은 이탈리아의 위그 국왕의 요청으로 마르크그라프 페터가 교황 요한 10세에 맞서 로마에서 권력을 되찾는 것을 돕기 위해 파견되었고, 이는 성공했다. 이 사건 중 및 이후에 그들은 토스카나주와 풀리아주를 약탈하고 많은 포로를 잡았으며, 오리아 (풀리아주)와 타란토 도시를 점령했다.[54]
- 931년: 헝가리 군대가 이탈리아 도시 피아첸차를 불태웠다.[55]
- 933년
  - 3월 초: 독일 국왕 하인리히 1세가 헝가리 대공국에 조공을 계속 바치기를 거부했기 때문에, 마자르 군대가 슬라브 부족 글로마티아인의 땅에서 작센주를 침공했다. 헝가리인들은 두 개의 주요 집단으로 나뉘었으나, 서쪽에서 작센을 포위하려던 집단은 고타 (독일) 근처에서 작센주와 튀링겐주의 연합군에게 패배했다.
  - 3월 15일: 다른 군대는 메르제부르크를 포위했지만, 그 후 리아데 전투에서 하인리히 1세의 군대에 패배했다.[55]

- 934년
  - 서부

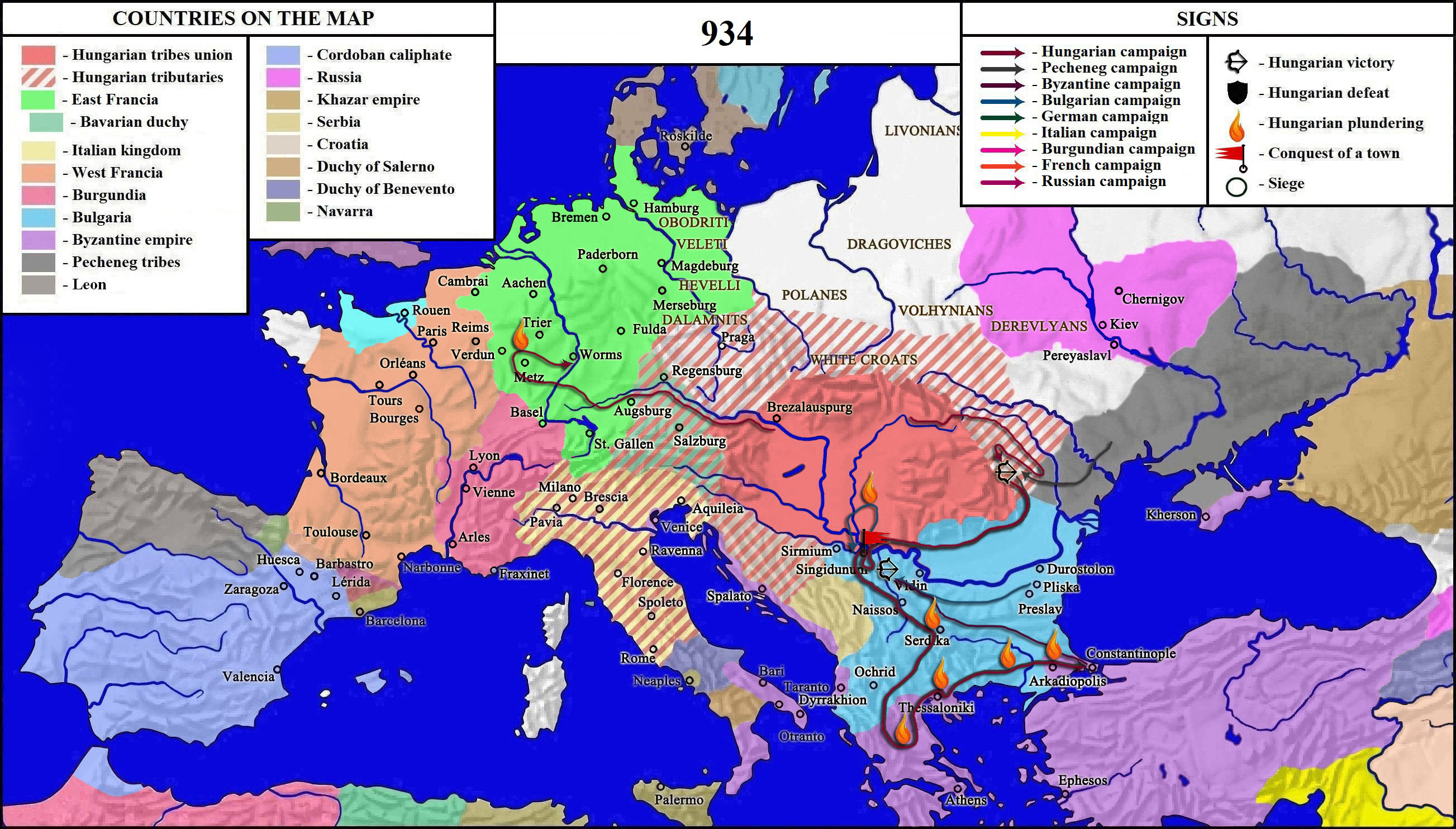
934년 불가리아와 비잔티움 제국에 대한 헝가리 원정, 이로 인해 비잔티움이 헝가리인들에게 조공을 바치기 시작했다.

    - 헝가리 군대가 로타링기아 왕국의 메스 (프랑스) 주변을 습격했다.[56]

  - 발칸반도
    - 헝가리인과 페체네그인 사이에 전쟁이 발발했지만, W.l.n.d.r(아마도 베오그라드) 도시에서 영토에 대한 불가리아인들의 침공이 준비되고 있다는 소식이 도착한 후 평화가 체결되었다. 헝가리인과 페체네그인들은 이 도시를 공격하기로 결정했다.
    - 4월: 헝가리-페체네그 연합군은 W.l.n.d.r 전투에서 비잔티움-불가리아 구원군을 물리치고 도시를 점령한 후 3일 동안 약탈했다.
    - 5월–6월: 동맹군들은 불가리아를 약탈한 후 콘스탄티노폴리스로 향하여 40일 동안 진을 치고 트라케를 약탈하며 많은 포로를 잡았다. 비잔티움 제국은 헝가리인들과 평화 조약을 체결하고, 포로를 몸값으로 풀어주며 헝가리 대공국에 매년 조공을 바치기로 동의했다.[57]
- 935년: 헝가리인들은 아키텐과 부르주를 습격했다. 그들은 부르고뉴와 북부 이탈리아를 거쳐 귀환했는데, 그곳에서 브레시아 주변 지역을 약탈했다.[56]

- 936–937년

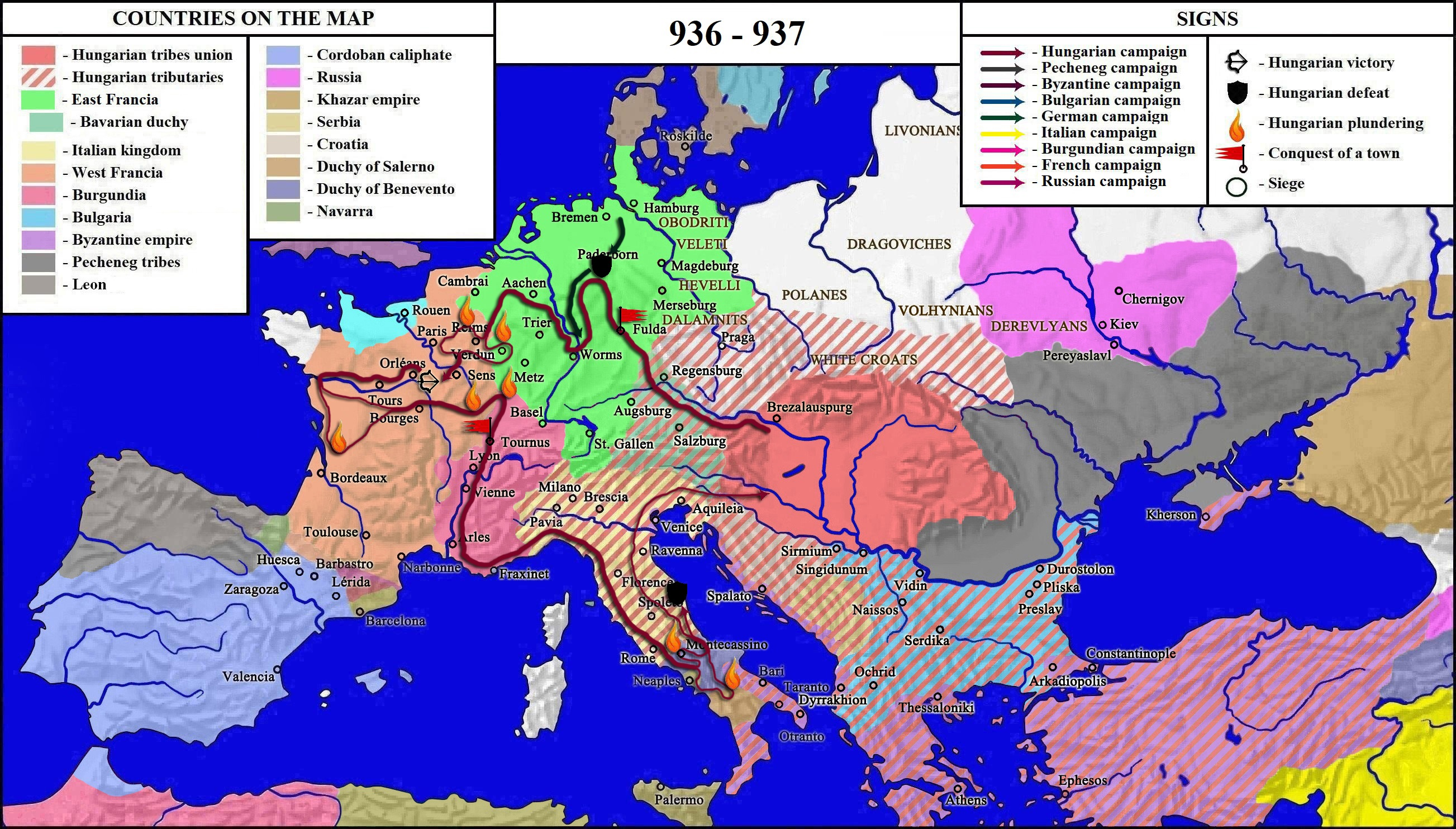
936–937년 유럽에서의 헝가리 원정

  - 936년 말: 새로운 독일 국왕 오토 1세가 자신들에게 조공을 바치도록 강요하기 위해 헝가리인들은 슈바벤과 프랑켄을 공격하고 풀다 수도원을 불태웠다. 그들은 그 후 작센주에 진입했으나, 새 국왕의 군대가 그들을 로타링기아 왕국과 서프랑크 왕국으로 밀어냈다.
  - 937년 2월 21일: 그들은 보름스에서 라인강을 건너 로타링기아 왕국에 진입하여 나뮈르로 진격했다.

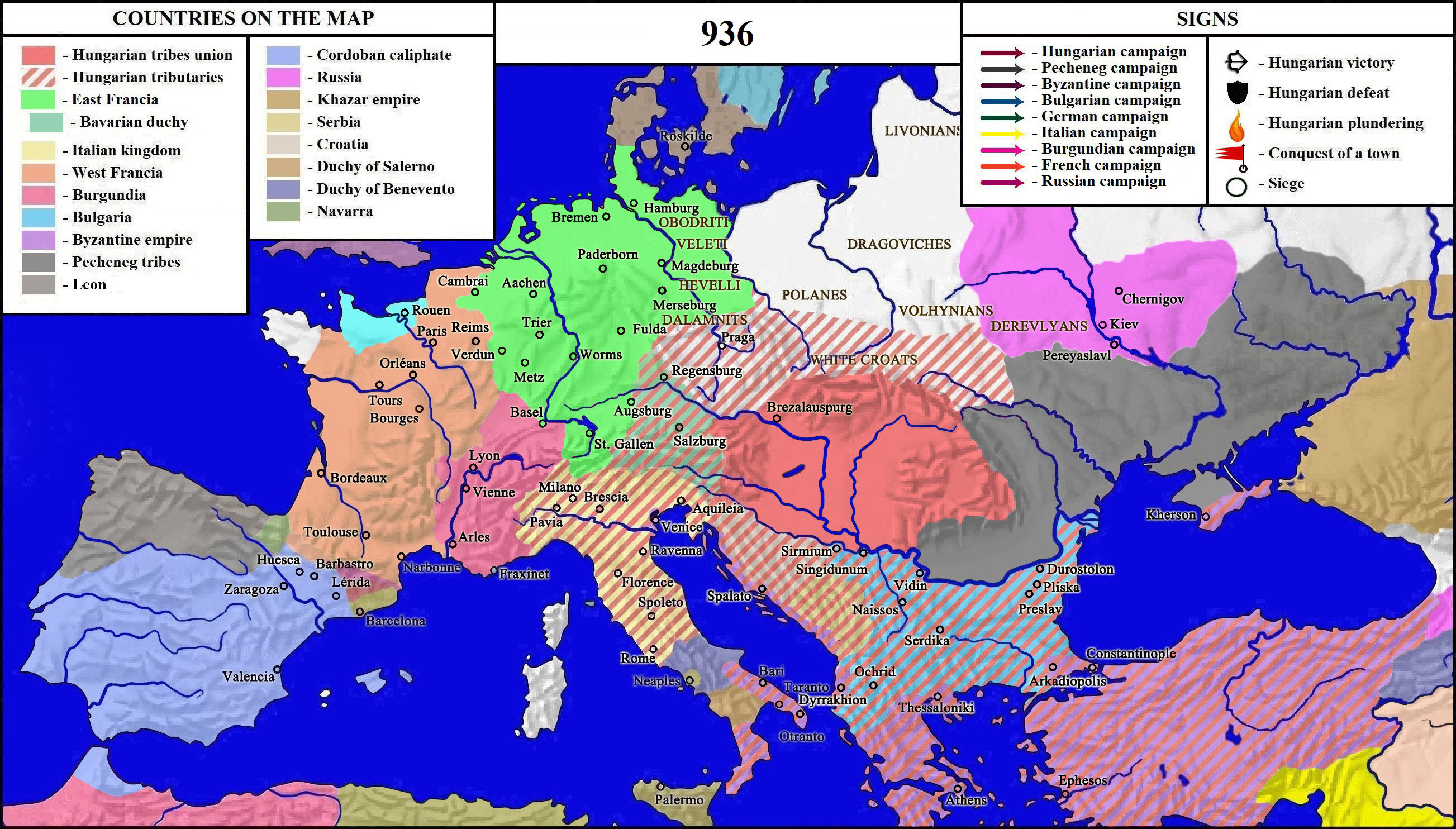
936년 헝가리의 영향력. 붉은 줄무늬가 있는 국가들은 헝가리인들에게 조공을 바쳤다.

- - 헝가리인들은 베르지의 성 바솔루스 수도원을 점령하고 본부로 사용했다. 그들은 그 후 오르바이(Orbay), 피메스(Fîmes)의 성 마크라(Macra) 수도원, 부방쿠르 시를 공격하기 위해 약탈 부대를 보냈다.
  - 3월 24일: 그들은 상스 시에 도달하여 성 베드로 수도원을 불태웠다.
  - 오를레앙에서 그들은 데올(Déols) 백작 에베스(Ebbes)가 이끄는 프랑스 군대와 싸웠는데, 에베스는 전투에서 부상당하여 곧 사망했다. 그 후 헝가리인들은 루아르강을 따라 프랑스 전역을 가로질러 대서양에 도달한 후, 남동쪽으로 돌아와 부르주 근처를 약탈했다.
  - 7월 11일 이후: 헝가리인들은 디종 근처 부르고뉴에 진입하여 뤽세유레뱅 수도원을 약탈한 후, 론강 계곡을 약탈하고 투르뉘 시를 불태웠으며, 성 데이콜(Deicol)과 성 마르셀(Marcell) 수도원을 점령했으나, 성 아폴리나리스(Appollinaris) 수도원을 점령하는 데는 실패했다.
  - 8월: 원정을 계속하며 헝가리인들은 서쪽에서 롬바르디아주로 진입했는데, 그곳에서 이탈리아의 위그는 그들에게 비잔티움인들을 돕기 위해 이탈리아 남부로 가달라고 요청했다. 헝가리인들은 카푸아 주변 지역을 약탈하고 캄파니아주에 야영지를 설치했다. 그들은 소규모 부대를 보내 나폴리, 베네벤토, 사르노, 놀라, 몬테카시노 지역을 약탈했다. 몬테카시노 수도원은 포로들을 몸값으로 풀어주기 위해 200 비잔티움 하이페르피론 가치의 물품을 그들에게 주었다.[58]
  - 가을: 귀환하던 헝가리 부대 중 하나가 아브루초 산맥에서 지역 군대의 매복 공격을 받아 약탈품을 잃었다.[59]
- 938년
  - 7월 말: 헝가리인들은 튀링겐주와 작센주를 공격하고 하르츠 산맥 북쪽 보데강에 진을 치고 사방으로 약탈 부대를 보냈다. 한 부대는 볼펜뷔텔에서 패배하고 그 지도자는 사망했다. 또 다른 부대는 슬라브 안내자들에게 드뢰믈링 습지에서 길을 잘못 들어 매복 공격을 받고 벨사(Belxa)에서 독일군에게 전멸당했다.
  - 8월 31일 이후: 이러한 패배 소식을 들은 보데 강변에 주둔하던 헝가리 주력군은 카르파티아 산맥으로 후퇴했다.[60]
- 940년 4월: 이탈리아의 위그의 로마 원정을 돕던 헝가리 지원군은 라테라노 궁전에서 로마 귀족들에게 승리했으나, 그 후 롬바르드족에게 패배했다.[60]

- 942년

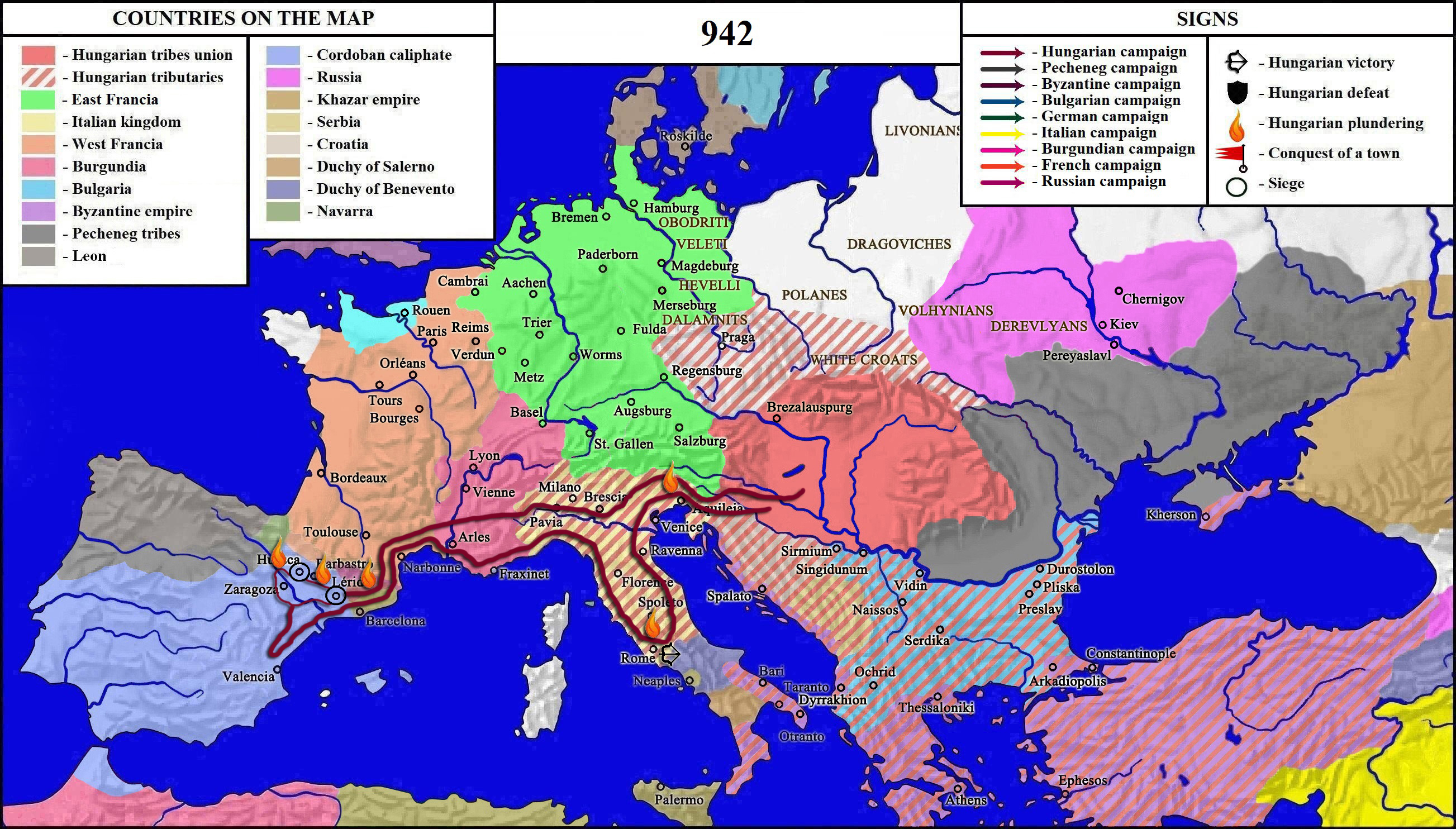
942년 이탈리아, 부르고뉴, 프랑스 남부, 스페인에서의 헝가리 원정

  - 봄: 헝가리 군대가 이탈리아에 진입했고, 위그 국왕은 그들에게 코르도바 칼리파국을 침공하도록 금 10 부셸을 지불했다.
  - 6월 중순: 그들은 카탈루냐에 도착하여 지역을 약탈한 후 코르도바 칼리파국의 북부 영토에 진입했다.
  - 6월 23일: 헝가리인들은 8일 동안 례이다를 포위한 후 세르다냐와 우에스카를 공격했다.
  - 6월 26일: 헝가리인들은 바르바스트로의 통치자 야햐 이븐 무함마드 이븐 알 타윌을 사로잡고 몸값이 지불될 때까지 33일 동안 포로로 잡았다.
  - 7월: 헝가리인들은 스페인의 건조한 지역에서 식량과 물이 부족해져 이탈리아인 안내자를 죽이고 이탈리아로 돌아갔다. 다섯 명의 헝가리 병사가 코르도바인들에게 포로로 잡혀 칼리프의 경호원이 되었다.[61]
  - 헝가리인들은 라티움 지역을 약탈하고 로마에서 그들에 대한 반격을 물리쳤다.[62]
- 943년
  - 발칸반도
    - 키예프 루시와 동맹을 맺은 헝가리 군대가 비잔티움 제국을 침공했다. 로마노스 1세 황제는 평화를 사고 헝가리인들에게 연간 조공을 지불하기로 동의했다.[63]

  - 바이에른주
    - 바이에른주를 침공한 헝가리인들은 벨스 전투에서 바이에른 공작 베르톨트와 카란타니아인들에게 패배했다.[63]
- 947년: 왕자 턱쇼니가 이끄는 헝가리 군대가 이탈리아를 원정하여 반도의 동쪽 해안을 따라 남쪽으로 이동했다. 그들은 라리노를 포위하고 오트란토에 도달하여 3개월 동안 풀리아주를 약탈했다.[64]
- 948년: 두 헝가리 군대가 바이에른주와 케른텐주를 침공했다. 그 중 하나는 노르드가우의 플로스에서 바이에른 공작 하인리히 1세에게 패배했다.[65]
- 949년 8월 9일: 헝가리인들은 라아 안 데르 타야에서 바이에른인들을 물리쳤다.[65][66]
- 950년: 바이에른 공작 하인리히 1세가 서부 헝가리를 공격하여 포로와 약탈품을 취했다.[65]
- 951년
  - 봄: 롬바르디아를 거쳐 헝가리인들은 아키텐을 약탈했다.
  - 11월 20일: 귀환하던 헝가리인들은 독일인들에게 패배했는데, 독일인들은 그 사이에 이탈리아 왕국을 정복했다.[65]

- 954년

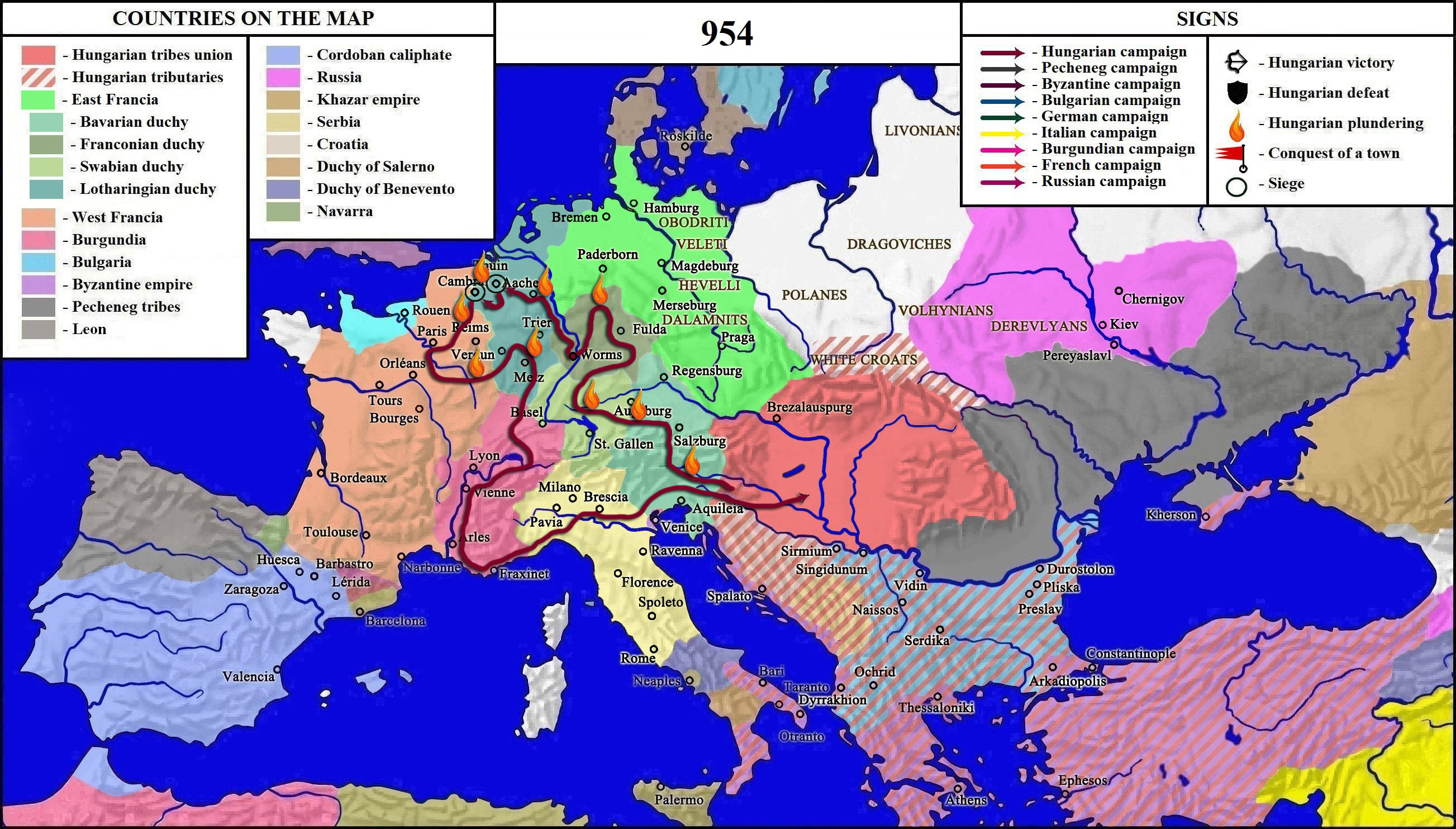
954년 유럽에서의 헝가리 원정

  - 독일 제후들이 오토 1세에게 반란을 일으키고 헝가리인들과 동맹을 맺었다. 헝가리인들은 2월에 불추가 이끄는 군대를 보내 그들을 돕도록 했다. 마자르 군대는 바이에른, 슈바벤, 프랑켄에 있는 오토의 동맹 영토를 약탈했다.
  - 3월 1일: 헝가리인들은 라인강을 건너 그들의 동맹인 콘라두스 (로렌 공작)의 수도 보름스에 야영했다. 3월 19일, 그들은 서쪽으로 향하여 공작의 적들인 쾰른 대주교 브루노와 라게나리우스 백작의 영토를 공격했다.[67][68]
  - 헝가리인들은 오늘날 벨기에의 헤스베이와 카르보나리아 지역을 약탈하고, 에노의 성 람베르트 수도원을 약탈하고 불태웠으며, 모르셀 수도원을 약탈하고 장블루와 투르네 도시를 습격했다.
  - 4월 2일: 그들은 로베 수도원을 포위했으나, 수도사들이 성공적으로 수도원을 방어했다. 그러나 헝가리인들은 성 바울 교회를 불태우고 수도원의 보물들을 가져갔다.
  - 4월 6-10일: 헝가리인들은 캉브레 시를 포위하고 외곽을 불태웠으나, 도시를 정복할 수는 없었다. 불추의 친척 중 한 명이 수비수들에게 살해당했고, 그들은 그의 시신을 헝가리인들에게 돌려주기를 거부했다. 이에 헝가리인들은 모든 포로를 죽이고 캉브레 근처 성 제리 수도원을 불태웠다.
  - 4월 6일 이후: 헝가리인들은 프랑스 국경을 넘어 랑 (도시), 랭스, 샬롱, 메스 (프랑스), 고르제(Gorze) 주변 지역을 약탈했다. 그 후, 그들은 부르고뉴와 북부 이탈리아를 거쳐 본국으로 돌아갔다.[69]
  - 프로방스에서 헝가리 군대는 이슬람 거점 프락시네툼의 아랍인들과 싸웠는데, 이때 부르군트의 콘라두스 1세가 기습적으로 그들을 공격하여 양쪽 군대를 모두 물리쳤다.[70]

- 955년

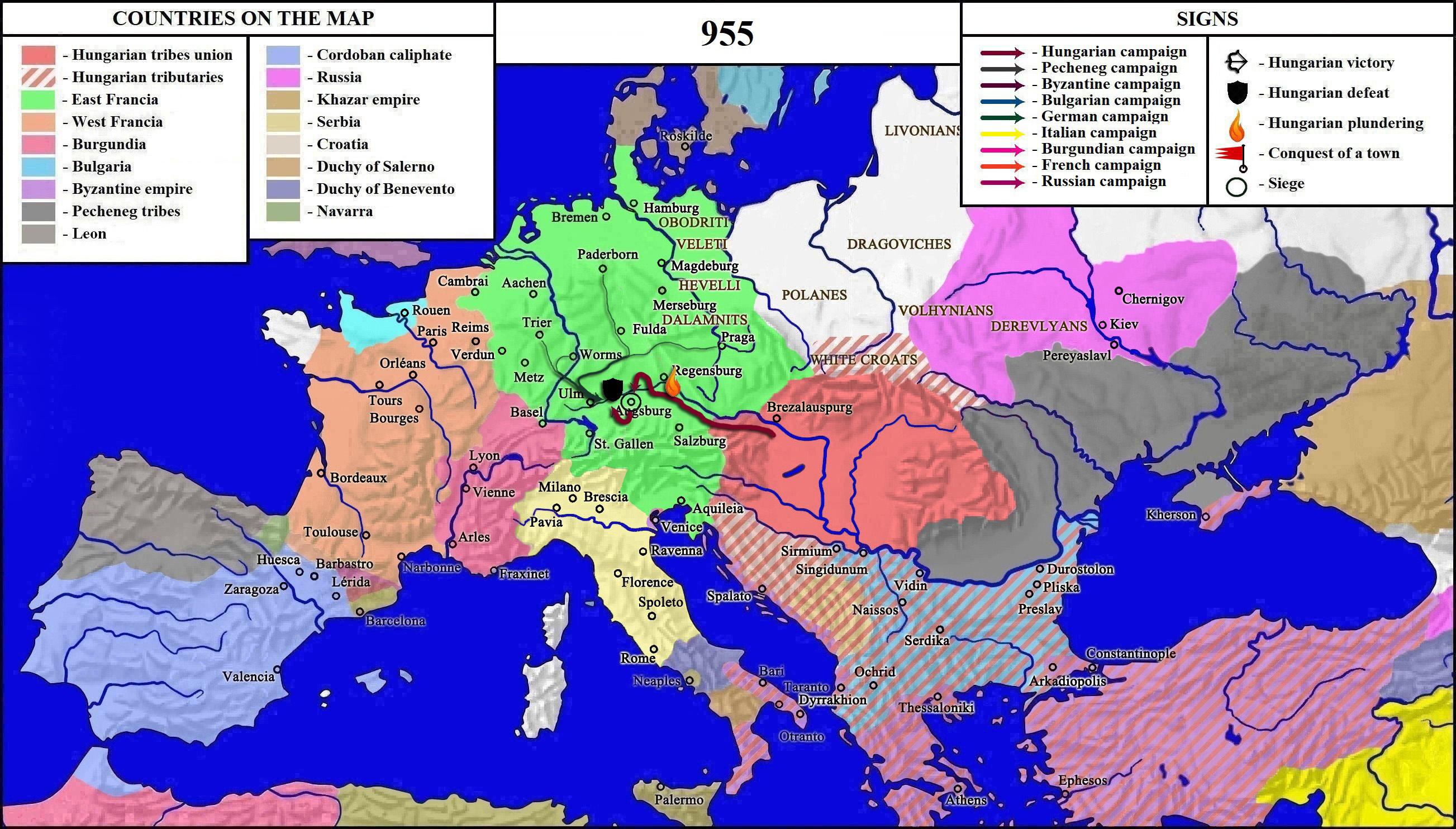
955년 독일 왕국에서의 헝가리 원정

  - 7월 중순: 바이에른과 작센 반군들의 요청으로 불추, 렐, 수르, 턱쇼니가 이끄는 헝가리 군대가 독일로 진입하여 바이에른을 약탈하고, 슈바벤에 진입하여 많은 수도원을 불태웠다.
  - 8월 초: 헝가리인들은 아우크스부르크를 포위하기 시작했다.
  - 8월 10일: 오토 1세의 독일군이 레히펠트 전투에서 헝가리 주력군을 물리치고 도주하게 만들었다. 승리에도 불구하고 독일군의 손실은 컸으며, 그 중에는 콘라두스 (로렌 공작), 디트팔트 백작, 아르가우 백작 울리히, 바이에른 백작 베르톨트 등 많은 귀족들이 있었다.[71]
  - 8월 10-11일: 독일군은 불추, 렐, 수르를 포로로 잡았다. 많은 헝가리인들이 도주 중에 독일군에 의해 살해당했다.
  - 8월 15일: 불추, 렐, 수르가 레겐스부르크에서 교수형에 처해졌고,[72] 이는 서유럽에 대한 헝가리 침공의 종결을 알렸다.

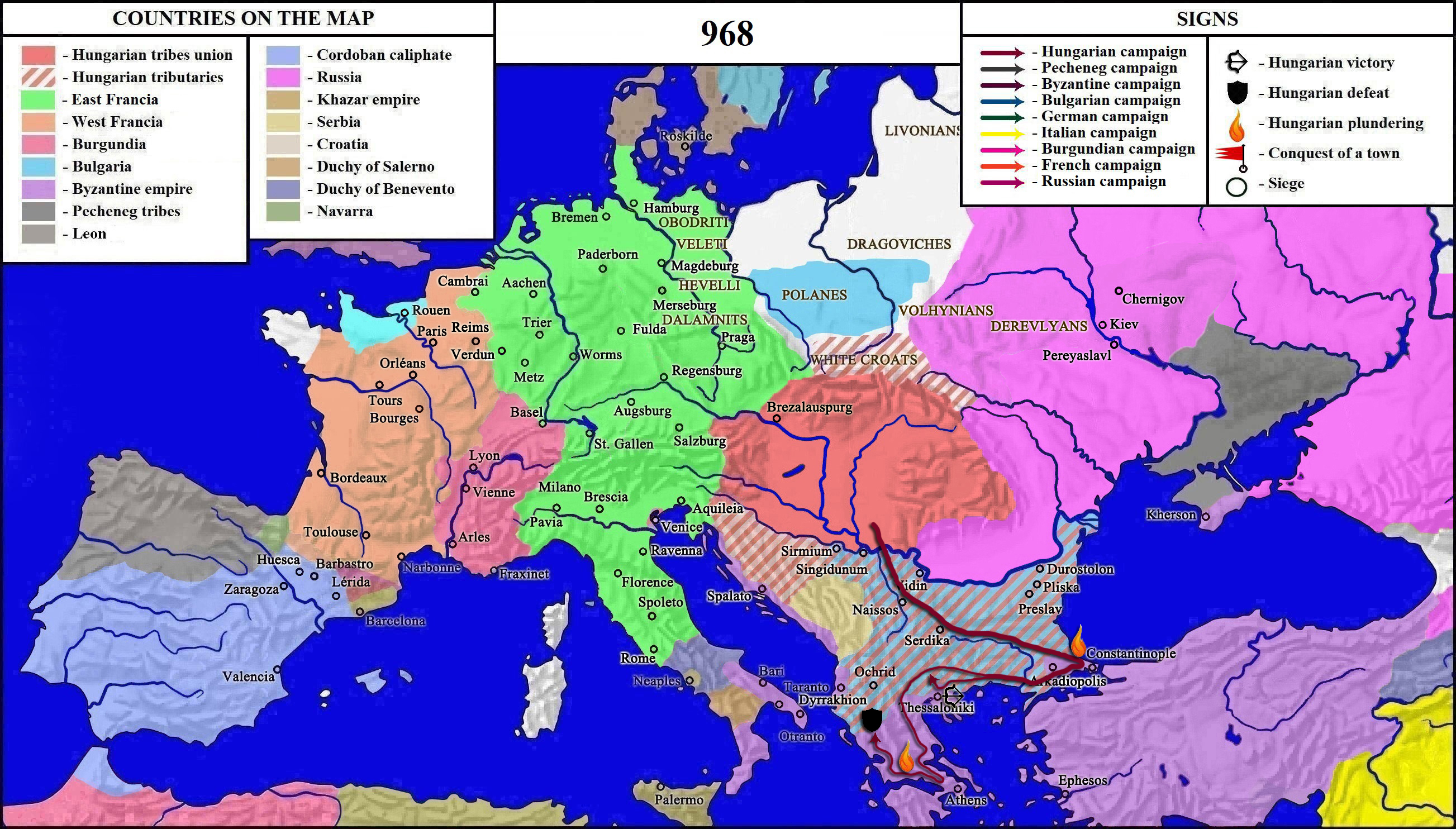
968년 유럽. 968년 발칸반도에서의 헝가리 원정.

- 958년 4월–5월: 957년 비잔티움인들이 조공 지불을 중단했기 때문에, 아포르가 이끄는 헝가리 군대가 제국을 침공하여 콘스탄티노폴리스까지 영토를 약탈했으나, 귀환 도중 야간 공격으로 비잔티움인들에게 패배했다.[73]
- 961년: 헝가리 군대가 트라케와 마케도니아를 침공했으나, 또 다른 야간 공격으로 패배했다.[73]
- 966년: 헝가리인들은 불가리아 제1제국을 침공하여 페터르 1세 차르가 그들과 평화를 체결하도록 강요했고, 그리하여 그들은 비잔티움으로 건너갈 수 있었다.[74]
- 968년: 헝가리 군대가 비잔티움 제국을 침공하여 두 개의 집단으로 나뉘었다. 테살로니키 근처에서 한 집단 300명이 그리스인 포로 500명을 잡아 헝가리로 데려갔다. 다른 집단 200명은 비잔티움인들의 매복 공격을 받아 40명이 포로로 잡혔다. 일부는 니키포로스 2세 포카스 황제의 경호원이 되었다.[75]
- 970년: 키예프의 스뱌토슬라프 1세는 헝가리 보조 병력과 함께 비잔티움 제국을 침공했다. 비잔티움인들은 아르카디오폴리스 전투에서 스뱌토슬라프의 군대를 물리쳤다.[76] 이로써 헝가리인들의 유럽 침공은 종결되었다.

## 전술
그들의 군대는 주로 기동성이 뛰어난 경기병을 사용했다. 경고 없이 공격하여 빠르게 시골을 약탈하고, 방어군이 조직되기 전에 떠났다. 만약 싸울 수밖에 없으면, 화살로 적을 괴롭힌 후 갑자기 후퇴하여, 상대방이 대열을 무너뜨리고 추격하도록 유인한 뒤, 헝가리인들은 돌아서서 개별적으로 싸웠다. 이 전술은 공식적으로 페인티드 리트리트로 알려져 있다.
헝가리인의 화살로부터 우리를 보호하소서— 900년경 모데나의 찬송가

## 여파
헝가리인들은 중앙유럽에 영구적인 존재를 확립한 마지막 침략 민족이었다. 폴 K. 데이비스는 "(레히펠트 전투에서의) 마자르인의 패배는 서유럽 약탈의 90년 이상을 끝냈고, 생존자들에게 정착하도록 설득하여 헝가리 국가의 기초를 다졌다"고 썼다. 다음 세기 동안 헝가리인들은 중장갑 기병의 주요 사용을 포함하여 서유럽의 봉건 군사 조직 형태를 채택했다.